# Catalogue Deutsch

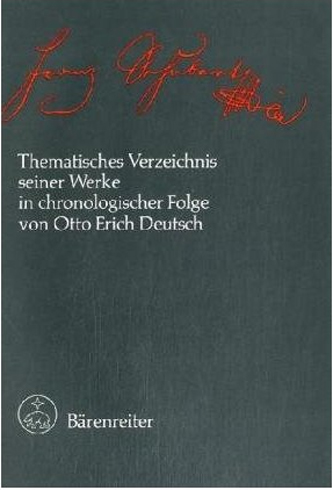
Deutsch-Verzeichnis 1978

Le catalogue Deutsch est le catalogue de référence des œuvres de Franz Schubert dressé par le musicologue Otto Erich Deutsch au milieu du XXe siècle. 
Parmi près de mille compositions achevées, une part très minoritaire des œuvres de Schubert est associée à plus de 160 numéros d'opus : il s'agit de la numérotation établie par les éditeurs de Schubert, laquelle suit tout naturellement l'ordre de parution, et non celui de composition. Par exemple, la Sonate pour piano no 13 en la majeur, D. 664, probablement écrite en 1819, a été publiée en 1829 de façon posthume sous le numéro d'opus 120, alors que les trois sonates éditées du vivant du compositeur (no 16 en la mineur, D. 845 op. 42, no 17 en ré majeur, D. 850 op. 53 et no 18 en sol majeur, D. 894 op. 78) lui sont postérieures de plusieurs années.
Établi dans l'ordre chronologique de composition (à quelques exceptions près), le catalogue Deutsch associe chaque œuvre de Schubert à un numéro précédé de la lettre D, du nom de famille du musicologue. C'est cette classification qui est adoptée pour la présente liste.
Il convient de noter qu'à partir du numéro D. 966, le catalogue présente des œuvres non datées ou difficiles à situer dans l'abondante production de Schubert. Sa toute dernière œuvre (si l'on peut dire) est donc l'Exercice de fugue, D. 965 B, noté dans les marges de la partition contenant les esquisses de la  Symphonie no 10 en ré majeur, D. 936 A.

## Classification par numéro du catalogue Deutsch
| Légende                 |
| Musique symphonique     |
| Musique de chambre      |
| Musique pour piano seul |
| Musique lyrique         |
| Lieder, mélodies        |
| Musique sacrée          |
| Divers                  |

| D.     | Titre | Tonalité | Effectif                                                           | Dates de composition | Notes |
| ------ | --- | -------- | ------------------------------------------------------------------ | -------------------- | --- |
| 001    | Fantaisie | sol M    | Piano à 4 mains                                                    | 1810                 | première œuvre achevée de Schubert |
| 001 A  | Chant sans paroles | ut m     | Voix (basse), piano                                                | 1810                 | plus ancien manuscrit de Schubert à ce jour (inachevé) |
| 002    | Quatuor à cordes | sol M    | 2 violons, alto, violoncelle                                       | c. 1810              | fragment |
| 002 A  | Ouverture | ré M     | Orchestre                                                          | 1812 (?)             | anc. D. 996 |
| 002 B  | Symphonie | ré M     | Orchestre                                                          | 1812 (?)             | anc. D. 997 (fragment) |
| 002 C  | Quatuor à cordes | fa M     | 2 violons, alto, violoncelle                                       | 1812 (?)             | anc. D. 998 A (fragment) |
| 002 D  | Deux menuets |          | Piano                                                              | 1813 (?)             | anc. D. 995 |
| 002 E  | Fantaisie | ut m     | Piano                                                              | 1811 (?)             | anc. D. 993 |
| 002 F  | Trio pour un menuet | ut M     | Instruments à vent                                                 | 1811                 | esquisse |
| 003    | Trois mouvements pour quatuor à cordes |          | 2 violons, alto, violoncelle                                       | c. 1811              | |
| 004    | Ouverture | ré M     | Orchestre                                                          | c. 1811              | pour la comédie Der Teufel als Hydraulicus (première page orchestrale de Schubert)                                                                                      |
| 005    | Hagar's Klage (« Lamentation d'Agar ») | ut m     | Voix, piano                                                        | 1811                 | poème de Schücking (premier lied achevé de Schubert) |
| 006    | Des Mädchens Klage (« Lamentation de la jeune fille »)                                                                                       | ré m     | Voix, piano                                                        | c. 1811              | poème de Schiller, d'après la pièce Die Piccolomini (première version)                                                                                                  |
| 007    | Eine Leichenphantasie (« Une fantaisie funèbre »)                                                                                            | ré m     | Voix, piano                                                        | 1811 (?)             | poème de Schiller |
| 008    | Ouverture pour quintette à cordes | ut m     | 2 violons, 2 altos, violoncelle                                    | 1811                 | |
| 008 A  | Ouverture pour quatuor à cordes | ut m     | 2 violons, alto, violoncelle                                       | 1811                 | arrangement du quintette D. 8 |
| 009    | Fantaisie | sol m    | Piano à 4 mains                                                    | 1811                 | |
| 010    | Der Vatermörder (« Le parricide ») | ut m     | Voix, piano                                                        | 1811                 | poème de Pfeffel |
| 011    | Der Spiegelritter (« Le chevalier au miroir »)                                                                                               |          | Solistes, chœurs, orchestre                                        | c. 1812              | singspiel en trois actes poème de Kotzebue (reste seulement le premier acte, incomplet)                                                                                 |
| 012    | Ouverture | ré M     | Orchestre                                                          | c. 1812              | |
| 013    | Fugue | ré m     | Piano                                                              | c. 1812              | recopiée mais non composée par Schubert |
| 014    | Ouverture |          | Piano                                                              | c. 1812              | perdue |
| 015    | Der Geistertanz (« La danse des esprits »)                                                                                                   | ut m     | Voix, piano                                                        | c. 1812              | poème de Matthisson (deux ébauches fragmentaires) |
| 016    | Exercices en imitation | si M     |                                                                    | c. 1812              | |
| 017    | Quell'innocente figlio (« Quel fils innocent »)                                                                                              |          | Voix                                                               | c. 1812              | poème de Métastase, d'après l'oratorio Isacco |
| 018    | Quatuor à cordes no 1 | si M     | 2 violons, alto, violoncelle                                       | 1810 - 1811          | |
| 019    | Quatuor à cordes |          | 2 violons, alto, violoncelle                                       | 1811 - 1812          | perdu |
| 019 A  | Quatuor à cordes |          | 2 violons, alto, violoncelle                                       | 1811 - 1812          | perdu |
| 019 B  | Valses et marche |          | Piano                                                              | c. 1812              | perdues |
| 020    | Ouverture pour quatuor à cordes | si M     | 2 violons, alto, violoncelle                                       | 1812                 | perdue |
| 021    | Six variations | mi M     | Piano                                                              | 1812                 | perdues |
| 022    | Douze menuets avec trios |          | Piano                                                              | 1812                 | perdus |
| 023    | Klaglied (« Plainte ») | sol m    | Voix, piano                                                        | 1812                 | poème de Rochlitz |
| 024    | Sept variations | fa M     | Piano                                                              | 1812                 | partiellement perdues |
| 024 A  | Fugue | ut M     | Piano                                                              | 1812                 | |
| 024 B  | Fugue | sol M    | Piano                                                              | 1812                 | |
| 024 C  | Fugue | ré m     | Piano                                                              | 1812                 | |
| 024 D  | Fugue | ut M     | Piano                                                              | 1812                 | fragment |
| 024 E  | Messe | fa M     | Chœur, orchestre                                                   | 1812 (?)             | fragments pour un Gloria et un Credo |
| 025    | Exercice de contrepoint |          |                                                                    | 1812                 | |
| 025 A  | Exercice de contrepoint |          |                                                                    | 1812                 | |
| 025 B  | Exercice de contrepoint |          |                                                                    | 1812                 | |
| 025 C  | Fugue | fa M     | Piano                                                              | 1812                 | fragment |
| 026    | Ouverture | ré M     | Orchestre                                                          | 1812                 | |
| 027    | Salve Regina | fa M     | Soprano, orgue, orchestre                                          | 1812                 | |
| 028    | Allegro pour piano et cordes | si M     | Violon, violoncelle, piano                                         | 1812                 | « Sonate en un mouvement » |
| 029    | Andante | ut M     | Piano                                                              | 1812                 | |
| 030    | Der Jüngling am Bache (« Le jeune homme au bord du ruisseau »)                                                                               | fa M     | Voix, piano                                                        | 1812                 | poème de Schiller (première version) |
| 031    | Kyrie | ré m     | Chœur, orgue, orchestre                                            | 1812                 | fragment pour une messe |
| 032    | Quatuor à cordes no 2 | ut M     | 2 violons, alto, violoncelle                                       | 1812                 | |
| 033    | Entra l'uomo allor che nasce (« Du moment où l'homme est né »)                                                                               |          | Soprano, alto, ténor, basse                                        | 1812                 | poème de Métastase, d'après l'oratorio Isacco |
| 034    | Te solo adoro (« Je n'aime que toi ») | ré M     | Soprano, alto, ténor, basse                                        | 1812                 | poème de Métastase, d'après l'oratorio La Betulla liberata |
| 035    | Serbate, o Dei Custodi (« Protégez, ô Dieux gardiens »)                                                                                      | ut M     | Soprano, alto, ténor, basse                                        | 1812                 | poème de Métastase, d'après l'opéra La Clemenza di Tito |
| 036    | Quatuor à cordes no 3 | si M     | 2 violons, alto, violoncelle                                       | 1812 - 1813          | |
| 037    | Die Advokaten (« Les avocats ») | sol M    | 2 ténors, basse, piano                                             | 1812                 | sur un texte du "Baron Engelhardt" (pseudonyme d'un auteur inconnu) |
| 037 A  | Fugues | si M     | Piano                                                              | 1812 (?)             | anc. D. 967 (fragments) |
| 038    | Totengräberlied (« Chant du fossoyeur ») | mi m     | 2 ténors, basse                                                    | 1813 (?)             | poème de Hölty |
| 039    | Ich sass an einer Tempelhalle (« J'étais assis au porche d'un temple »)                                                                      | ut M     | Voix, piano                                                        | c. 1810              | poème de Gabriele von Baumberg |
| 039 A  | Trois menuets et trios |          | Piano                                                              | c. 1813              | perdus |
| 040    | Quatuor à cordes | mi M     | 2 violons, alto, violoncelle                                       | 1813                 | perdu (correspond peut-être au quatuor D. 87) |
| 041    | Trente menuets avec trios |          | Piano                                                              | 1813                 | incomplet (dix menuets sont perdus) |
| 041 A  | Fugue | mi m     | Piano                                                              | 1813                 | fragment |
| 042    | Misero pargoletto (« Malheureux enfant ») | sol m    | Voix, piano                                                        | 1813                 | poème de Métastase, d'après l'opéra Demofoonte |
| 043    | Dreifach ist der Schritt der Zeit (« Triple est la foulée du temps »)                                                                        | mi m     | 2 ténors, basse                                                    | 1813                 | poème de Schiller, d'après le poème Sprüche des Confucius |
| 044    | Totengräberlied (« Chant du fossoyeur ») | mi m     | Voix, piano                                                        | 1813                 | poème de Hölty |
| 045    | Kyrie | si M     | Chœur                                                              | 1813                 | |
| 046    | Quatuor à cordes no 4 | ut M     | 2 violons, alto, violoncelle                                       | 1813                 | |
| 047    | Dithyrambe | ré M     | Ténor, basse, chœur, piano                                         | 1813                 | poème de Schiller |
| 048    | Fantaisie | ut m     | Piano à 4 mains                                                    | 1813                 | deux versions |
| 049    | Kyrie | ré m     | Chœur, orchestre                                                   | 1813                 | fragment pour une messe |
| 050    | Die Schatten (« Les ombres ») | la M     | Voix, piano                                                        | 1813                 | poème de Matthisson |
| 051    | Unendliche Freude (« Joie infinie ») | ré M     | 2 ténors, basse                                                    | 1813                 | poème de Schiller, d'après le poème Elysium |
| 052    | Sehnsucht (« Désir ardent ») | ré m     | Voix, piano                                                        | 1813                 | poème de Schiller (première version) |
| 053    | Vorüber die stöhnende Klage (« La plainte gémissante est passée »)                                                                           | la M     | 2 ténors, basse                                                    | 1813                 | poème de Schiller, d'après le poème Elysium |
| 054    | Unendliche Freude (« Joie infinie ») | mi M     | 3 basses (ou 2 ténors, basse)                                      | 1813                 | poème de Schiller, d'après le poème Elysium |
| 055    | Selig durch die Liebe (« Heureux par l'amour »)                                                                                              | la M     | 2 ténors, basse                                                    | 1813                 | poème de Schiller, d'après l'hymne Der Triumph der Liebe |
| 056    | Sanctus | si M     | 3 voix                                                             | 1813                 | canon avec coda |
| 057    | Hier strecket der wallende Pilger (« Ici le pèlerin étend ses membres »)                                                                     | si M     | 2 ténors, basse                                                    | 1813                 | poème de Schiller, d'après le poème Elysium |
| 058    | Dessen Fahne Donnerstürme wallte (« Celui dont le drapeau a résisté aux tempêtes »)                                                          | ré M     | 2 ténors, basse                                                    | 1813                 | poème de Schiller, d'après le poème Elysium |
| 059    | Verklärung (Transfiguration) | la m     | Voix, piano                                                        | 1813                 | poème de Pope, d'après le poème The dying Christian to his soul |
| 060    | Hier umarmen sich getreue Gatten (« Ici s'enlacent les époux fidèles »)                                                                      | si M     | 2 ténors, basse                                                    | 1813                 | poème de Schiller, d'après le poème Elysium |
| 061    | Ein jugendlicher Maienschwung (« Comme un crépuscule du matin »)                                                                             | si M     | 3 voix                                                             | 1813                 | poème de Schiller, d'après l'hymne Der Triumph der Liebe |
| 062    | Thronend auf erhabnem Sitz (« Trônant sur un siège élevé »)                                                                                  | ut M     | 2 ténors, basse                                                    | 1813                 | poème de Schiller, d'après l'hymne Der Triumph der Liebe |
| 063    | Wer die steile Sternenbahn (« Qui avec une hardiesse héroïque »)                                                                             | la m     | 2 ténors, basse                                                    | 1813                 | poème de Schiller, d'après l'hymne Der Triumph der Liebe |
| 064    | Majestät'sche Sonnenrosse (« Majestueux coursiers du soleil »)                                                                               | ut M     | 2 ténors, basse                                                    | 1813                 | poème de Schiller, d'après l'hymne Der Triumph der Liebe |
| 065    | Schmerz verzerret ihr Gesicht (« La douleur marque leurs visages »)                                                                          | ut m     | 2 ténors, basse                                                    | 1813                 | canon poème de Schiller, d'après le poème Gruppe aus dem Tartarus (esquisse)                                                                                            |
| 066    | Kyrie | fa M     | Chœur, orgue, orchestre                                            | 1813                 | |
| 067    | Frisch atmet des Morgens lebendiger Hauch (« La brise matinale souffle, vivace et fraîche »)                                                 | ré M     | 2 ténors, basse                                                    | 1813                 | poème de Schiller, d'après le poème Der Flüchtling |
| 068    | Quatuor à cordes no 5 | si M     | 2 violons, alto, violoncelle                                       | 1813                 | incomplet (ne comprend que deux Allegros) |
| 069    | Dreifach ist der Schritt der Zeit (« Triple est la foulée du temps »)                                                                        | mi M     | 3 voix                                                             | 1813                 | canon poème de Schiller, d'après le poème Sprüche des Confucius |
| 070    | Ewig still steht die Vergangenheit (« Le passé demeure éternellement immobile »)                                                             | la M     | 3 voix                                                             | 1813                 | canon poème de Schiller, d'après le poème Sprüche des Confucius |
| 071    | Die zwei Tugendwege (« Les deux voies de la vertu »)                                                                                         | ut M     | 2 ténors, basse                                                    | 1813                 | poème de Schiller |
| 071 A  | Alléluia | fa M     | 3 voix                                                             | 1813                 | canon |
| 071 B  | Fugue | mi m     | Piano                                                              | 1813                 | fragment |
| 071 C  | Pièce pour orchestre | ré M     | Orchestre                                                          | 1813                 | anc. D. 966 A (fragment) |
| 072    | Menuet et finale pour octuor à vent | fa M     | 2 hautbois, 2 clarinettes, 2 bassons, 2 cors                       | 1813                 | |
| 072 A  | Allegro pour octuor à vent | fa M     | 2 hautbois, 2 clarinettes, 2 bassons, 2 cors                       | 1813                 | inachevé |
| 073    | Thekla. Eine Geisterstimme (« Thekla. Voix d'un esprit »)                                                                                    | sol M    | Voix, piano                                                        | 1813                 | poème de Schiller (première version) |
| 074    | Quatuor à cordes no 6 | ré M     | 2 violons, alto, violoncelle                                       | 1813                 | |
| 075    | Trinklied (« Chanson à boire ») | ut M     | Basse, chœur d'hommes, piano                                       | 1813                 | sur un texte d'un auteur inconnu |
| 076    | Pensa, che questo istante (« Pense que cet instant »)                                                                                        | ré M     | Voix, piano                                                        | 1813                 | poème de Métastase, d'après l'opéra Alcide al Bivio |
| 077    | Der Taucher (« Le plongeur ») | ré m     | Voix, piano                                                        | 1813 - 1814          | poème de Schiller (première version) |
| 078    | Son fra l'onde (« Je suis parmi les vagues »)                                                                                                | ut m     | Voix, piano                                                        | 1813                 | poème de Métastase, d'après la sérénade Gli orti esperidi |
| 079    | Petite musique funèbre pour instruments à vent                                                                                               | mi m     | 2 clarinettes, 2 bassons, contrebasson, 2 cors, 2 trombones        | 1813                 | |
| 080    | Cantate pour célébrer la fête paternelle | la M     | 2 ténors, basse, guitare                                           | 1813                 | poème de Schubert |
| 081    | Auf den Sieg der Deutschen (« Sur la victoire de l'Allemagne »)                                                                              | fa M     | Voix, 2 violons, violoncelle                                       | 1813                 | poème de Schubert (?) |
| 082    | Symphonie no 1 | ré M     | Orchestre                                                          | 1813                 | |
| 083    | Zur Namensfeier des Herrn Andreas Siller (« Pour la fête de M. Andreas Siller »)                                                             | sol M    | Voix, violon, harpe                                                | 1813                 | sur un texte d'un auteur inconnu |
| 084    | Des Teufels Lustschloss (« Le Château de plaisance du diable »)                                                                              |          | Solistes, chœur, orchestre                                         | 1813 - 1814          | opéra en trois actes sur un livret de Kotzebue |
| 085    | Offertoire (« Clamavi ad te ») | ut M     | Soprano                                                            | 1813                 | recopié mais non composé par Schubert (fragment) |
| 086    | Menuet pour quatuor à cordes | ré M     | 2 violons, alto, violoncelle                                       | 1813                 | |
| 087    | Quatuor à cordes no 10 | mi M     | 2 violons, alto, violoncelle                                       | 1813                 | |
| 087 A  | Andante pour quatuor à cordes | ut M     | 2 violons, alto, violoncelle                                       | 1813                 | |
| 088    | Verschwunden sind die Schmerzen (« Les souffrances sont dissipées »)                                                                         | sol M    | 2 ténors, basse                                                    | 1813                 | canon sur un texte d'un auteur inconnu |
| 089    | Cinq menuets avec six trios pour quatuor à cordes                                                                                            |          | 2 violons, alto, violoncelle                                       | 1813                 | |
| 090    | Cinq danses allemandes avec coda et sept trios pour quatuor à cordes                                                                         |          | 2 violons, alto, violoncelle                                       | 1813                 | |
| 091    | Deux menuets et quatre trios |          | Piano                                                              | 1813                 | |
| 092    | Lass immer in der Jugend Glanz |          | 2 voix                                                             | 1814 (?)             | canon composé par Mozart (K. 484 d) |
| 093/1  | Don Gayseros | fa M     | Voix, piano                                                        | 1814 (?)             | poème de La Motte-Fouqué, d'après le roman Der Zauberring (authenticité douteuse)                                                                                       |
| 093/2  | Nächtens klang die süsse Laute (« Les doux sons nocturnes résonnent »)                                                                       | fa M     | Voix, piano                                                        | 1814 (?)             | poème de La Motte-Fouqué, d'après le roman Der Zauberring (authenticité douteuse)                                                                                       |
| 093/3  | An dem jungen Morgenhimmel (« Au jeune ciel matinal »)                                                                                       | mi M     | Voix, piano                                                        | 1814 (?)             | poème de La Motte-Fouqué, d'après le roman Der Zauberring (authenticité douteuse)                                                                                       |
| 094    | Quatuor à cordes no 7 | ré M     | 2 violons, alto, violoncelle                                       | 1814                 | |
| 094 A  | Pièce pour orchestre | ré M     | Orchestre                                                          | 1814                 | fragment |
| 094 B  | Cinq menuets et six danses allemandes avec trios                                                                                             |          | 2 violons, alto, violoncello, 2 cors                               | 1814                 | |
| 095    | Adelaïde | la M     | Voix, piano                                                        | 1814                 | poème de Matthisson |
| 096    | Trio pour flûte, alto, guitare et violoncelle                                                                                                | sol M    | Flûte, violon, guitare, violoncelle                                | 1814                 | ajouté à l'arrangement du Notturno op. 21 de Matiegka |
| 097    | Trost. An Elisa (« Consolation. À Élise »)                                                                                                   | la m     | Voix, piano                                                        | 1814                 | poème de Matthisson |
| 098    | Erinnerungen (« Souvenirs ») | si M     | Voix, piano                                                        | 1814                 | poème de Matthisson |
| 099    | Andenken (« Pensées ») | fa M     | Voix, piano                                                        | 1814                 | poème de Matthisson |
| 100    | Geisternähe (« Présence des esprits ») | mi M     | Voix, piano                                                        | 1814                 | poème de Matthisson |
| 101    | Erinnerung, oder Totenopfer (« Offrande aux mânes »)                                                                                         | mi m     | Voix, piano                                                        | 1814                 | poème de Matthisson |
| 102    | Die Betende (« La femme en prière ») | si M     | Voix, piano                                                        | 1814                 | poème de Matthisson |
| 103    | Introduction et Allegro pour quatuor à cordes                                                                                                | ut m     | 2 violons, alto, violoncelle                                       | 1814                 | premier mouvement d'un quatuor à cordes inachevé |
| 104    | Die Befreier Europa's in Paris « (Les libérateurs de l'Europe à Paris »)                                                                     | sol M    | Voix, piano                                                        | 1814                 | poème de Mikan |
| 105    | Messe no 1 | fa M     | Solistes, chœur, orgue, orchestre                                  | 1814                 | |
| 106    | Salve Regina | si M     | Ténor, orgue, orchestre                                            | 1814                 | |
| 107    | Lied aus der Ferne (« Chanson du lointain »)                                                                                                 | mi M     | Voix, piano                                                        | 1814                 | poème de Matthisson |
| 108    | Der Abend (« Le soir ») | ré m     | Voix, piano                                                        | 1814                 | poème de Matthisson |
| 109    | Lied der Liebe (« Chanson de l'amour ») | si M     | Voix, piano                                                        | 1814                 | poème de Matthisson |
| 110    | Wer ist gross? (« Qui est grand ? ») | fa M     | Basse, chœur d'hommes, orchestre                                   | 1814                 | cantate sur un texte d'un auteur inconnu |
| 111    | Der Taucher (« Le plongeur ») | ré m     | Voix, piano                                                        | 1813 - 1814          | poème de Schiller (deuxième version, cf. D. 77) |
| 111 A  | Trio à cordes | si M     | Violon, alto, violoncelle                                          | 1814                 | fragment perdu |
| 112    | Quatuor à cordes no 8 | si M     | 2 violons, alto, violoncelle                                       | 1814                 | |
| 113    | An Emma (« À Emma ») | fa M     | Voix, piano                                                        | 1814                 | poème de Schiller (trois versions) |
| 114    | Romanze (« Romance ») | sol m    | Voix, piano                                                        | 1814                 | poème de Matthisson (deux versions) |
| 115    | An Laura, als sie Klopstocks Auferstehungslied sang (« À Laura, quand elle chantait le chant de la résurrection de Klopstock »)              | mi M     | Voix, piano                                                        | 1814                 | poème de Matthisson |
| 116    | Der Geistertanz (« La danse des esprits »)                                                                                                   | ut m     | Voix, piano                                                        | 1814                 | poème de Matthisson |
| 117    | Das Mädchen aus der Fremde (« La jeune fille venue de l'étranger »)                                                                          | la M     | Voix, piano                                                        | 1814                 | poème de Schiller (première version) |
| 118    | Gretchen am Spinnrade (« Marguerite au rouet »)                                                                                              | ré m     | Voix, piano                                                        | 1814                 | poème de Goethe, d'après la pièce Faust |
| 119    | Nachtgesang (« Chant nocturne ») | la M     | Voix, piano                                                        | 1814                 | poème de Goethe |
| 120    | Trost in Thränen (« Consolation dans les larmes »)                                                                                           | fa M     | Voix, piano                                                        | 1814                 | poème de Goethe |
| 121    | Schäfer's Klagelied (« Lamentation du berger »)                                                                                              | mi m     | Voix, piano                                                        | 1814                 | poème de Goethe (deux versions) |
| 122    | Ammenlied (« Chant de la nourrice ») | sol m    | Voix, piano                                                        | 1814                 | poème de Michael Lubi |
| 123    | Sehnsucht (« Désir ardent ») | sol M    | Voix, piano                                                        | 1814                 | poème de Goethe |
| 124    | Am See (« Au bord du lac ») | sol m    | Voix, piano                                                        | 1814                 | poème de Mayrhofer |
| 125    | Symphonie no 2 | si M     | Orchestre                                                          | 1814 - 1815          | |
| 126    | Scène tirée du « Faust » | ut M     | Voix, piano                                                        | 1814                 | poème de Goethe (deux versions) |
| 127    | Selig alle, die im Herrn entschlafen (« Bienheureux tous ceux qui se sont endormis dans le Seigneur »)                                       |          | 2 voix                                                             | c. 1815              | canon composé par Mozart (K. 230) poème de Hölty |
| 128    | Douze danses allemandes |          | Piano                                                              | c. 1812              | « Wiener Deutsche » |
| 129    | Mailied (« Chanson du mois de mai ») | ut M     | 2 ténors, basse                                                    | c. 1815              | poème de Hölty |
| 130    | Der Schnee zerrinnt (« La neige fond ») | ut M     | 3 voix                                                             | c. 1815              | canon poème de Hölty |
| 131    | Lacrimoso son io (« Je pleure ») | la m     | 3 voix                                                             | c. 1815              | canon sur un texte d'un auteur inconnu (deux versions) |
| 132    | Lied beim Rundetanz (« Chanson à danser en rond »)                                                                                           | ut M     | 2 ténors, basse                                                    | c. 1815              | poème de Salis-Seewis (perdu) |
| 133    | Lied im Freien (« Chanson en plein air ») | sol M    | 2 ténors, basse                                                    | c. 1815              | poème de Salis-Seewis (perdu) |
| 134    | Ballade | sol m    | Voix, piano                                                        | c. 1815              | poème de Kenner |
| 135    | Trio pour une valse | mi M     | Piano                                                              | 1815 (?)             | |
| 136    | Premier offertoire « Totus in corde » | ut M     | Soprano / Ténor, clarinette / violon, orgue, orchestre             | 1815 (?)             | |
| 137    | Adrast |          | Solistes, chœur, orchestre                                         | 1819 (?)             | opéra sur un livret de Mayrhofer (inachevé) |
| 138    | Rastlose Liebe (« Amour sans repos ») | mi M     | Voix, piano                                                        | 1815 (?)             | poème de Goethe |
| 139    | Valse | ut M     | Piano                                                              | 1815                 | |
| 140    | Klage um Ali Bey (« Plainte auprès d'Ali Bey »)                                                                                              | mi m     | 2 sopranos, alto, piano                                            | 1815                 | poème de Claudius |
| 141    | Der Mondabend (« Le soir de lune ») | la M     | Voix, piano                                                        | 1815                 | sur un texte d'Ermin (J. G. Kumpf) |
| 142    | Geistes Gruss (« Salut du fantôme ») | mi M     | Voix, piano                                                        | 1815                 | poème de Goethe (cinq versions) |
| 143    | Genügsamkeit (« Frugalité ») | ut m     | Voix, piano                                                        | 1815                 | poème de Schober |
| 144    | Romanze (« Romance ») | mi M     | Voix, piano                                                        | 1815                 | poème de Stolberg |
| 145    | Douze valses, dix-neuf ländler et neuf écossaises                                                                                            |          | Piano                                                              | 1815 - 1821          | |
| 146    | Vingt valses |          | Piano                                                              | 1815 - 1824          | « Letzte Walzer » |
| 147    | Bardengesang (« Chant du barde ») | si M     | 2 ténors, basse, piano                                             | 1815                 | sur un texte d'Ossian (Macpherson), d'après la ballade Comola |
| 148    | Trinklied (« Chanson à boire ») | ut M     | 2 ténors, basse, chœur d'hommes, piano                             | 1815                 | poème de Castelli |
| 149    | Der Sänger (« Le chanteur ») | ré M     | Voix, piano                                                        | 1815                 | poème de Goethe (deux versions) |
| 150    | Loda's Gespenst (« Fantôme de Loda ») | sol m    | Voix, piano                                                        | 1815 - 1816          | sur un texte d'Ossian (Macpherson), d'après le poème Carric-Thura |
| 151    | Auf einem Kirchhof (« Dans un cimetière »)                                                                                                   | la M     | Voix, piano                                                        | 1815                 | poème de Schlechta |
| 152    | Minona | la m     | Voix, piano                                                        | 1815                 | poème de Bertrand |
| 153    | Als ich sie erröten sah (« Quand je la vis rougir »)                                                                                         | sol M    | Voix, piano                                                        | 1815                 | poème de Ehrlich |
| 154    | Allegro | mi M     | Piano                                                              | 1815                 | premier mouvement d'une sonate pour piano (esquisse pour la sonate D. 157)                                                                                              |
| 155    | Das Bild (« L'image ») | fa M     | Voix, piano                                                        | 1815                 | sur un texte d'un auteur inconnu |
| 156    | Dix variations | fa M     | Piano                                                              | 1815                 | |
| 157    | Sonate pour piano n° 1 (en) | mi M     | Piano                                                              | 1815                 | manque le dernier mouvement |
| 158    | Écossaise | fa M     | Piano                                                              | 1815                 | |
| 159    | Die Erwartung (« L'attente ») | si M     | Voix, piano                                                        | 1815 - 1816          | poème de Schiller |
| 160    | Am Flusse (« Au bord du fleuve ») | ré m     | Voix, piano                                                        | 1815                 | poème de Goethe |
| 161    | An Mignon (« À Mignon ») | sol m    | Voix, piano                                                        | 1815                 | poème de Goethe (deux versions) |
| 162    | Nähe des Geliebten (« Près du bien-aimé »)                                                                                                   | sol M    | Voix, piano                                                        | 1815                 | poème de Goethe (deux versions) |
| 163    | Sängers Morgenlied (« Aubade du chanteur »)                                                                                                  | sol M    | Voix, piano                                                        | 1815                 | poème de Körner (première version) |
| 164    | Liebesrausch (« Ivresse de l'amour ») | sol M    | Voix, piano                                                        | 1815                 | poème de Körner (première version, fragment) |
| 165    | Sängers Morgenlied (« Aubade du chanteur »)                                                                                                  | ut M     | Voix, piano                                                        | 1815                 | poème de Körner (deuxième version, cf. D. 163) |
| 166    | Amphiaraos | sol m    | Voix, piano                                                        | 1815                 | poème de Körner |
| 167    | Messe no 2 | sol M    | Solistes, chœur, orgue, cordes                                     | 1815                 | |
| 168    | Begräbnislied (« Chant funéraire ») | ut m     | Soprano, alto, ténor, basse, piano                                 | 1815                 | poème de Klopstock |
| 168 A  | Osterlied (« Chant de Pâques ») | mi M     | Soprano, alto, ténor, basse, piano                                 | 1815                 | poème de Klopstock (anc. D. 987) |
| 169    | Trinklied vor der Schlacht (« Chanson à boire pour la bataille »)                                                                            | la m     | Chœur                                                              | 1815                 | poème de Körner |
| 170    | Schwertlied (« Chant de l'épée ») | ut M     | Chœur                                                              | 1815                 | poème de Körner |
| 171    | Gebet während der Schlacht (« Prière pendant la bataille »)                                                                                  | si M     | Voix, piano                                                        | 1815                 | poème de Körner |
| 172    | Der Morgenstern (« L'étoile du matin ») | sol M    | Voix, piano                                                        | 1815                 | poème de Körner (fragment) |
| 173    | Quatuor à cordes no 9 | sol m    | 2 violons, alto, violoncelle                                       | 1815                 | |
| 174    | Das war ich (« J'étais celui-là ») | sol M    | Voix, piano                                                        | 1815                 | poème de Körner (deux versions) |
| 175    | Stabat Mater | sol m    | Chœur, orgue, orchestre                                            | 1815                 | inachevé |
| 176    | Die Sterne (« Les étoiles ») | la M     | Voix, piano                                                        | 1815                 | poème de Fellinger |
| 177    | Vergebliche Liebe (« Amour en vain ») | ut m     | Voix, piano                                                        | 1815                 | poème de J. K. Bernard |
| 178    | Adagio | sol M    | Piano                                                              | 1815                 | deux versions |
| 179    | Liebesrausch (« Ivresse de l'amour ») | sol M    | Voix, piano                                                        | 1815                 | poème de Körner (deuxième version, cf. D. 164) |
| 180    | Sehnsucht der Liebe (« Désir ardent de l'amour »)                                                                                            | sol M    | Voix, piano                                                        | 1815                 | poème de Körner (deux versions) |
| 181    | Offertoire « Tres sunt » | la m     | Chœur, orgue, orchestre                                            | 1815                 | |
| 182    | Die erste Liebe (« Le premier amour ») | ut M     | Voix, piano                                                        | 1815                 | poème de Fellinger |
| 183    | Trinklied (« Chanson à boire ») | sol M    | Voix, piano                                                        | 1815                 | poème de Zettler |
| 184    | Graduel « Benedictus es, Domine » | ut M     | Chœur, orgue, orchestre                                            | 1815                 | |
| 185    | Dona nobis pacem | fa M     | Solistes, chœur, orgue, orchestre                                  | 1815                 | pour la messe D. 105 |
| 186    | Die Sterbende (« La mourante ») | la M     | Voix, piano                                                        | 1815                 | poème de Matthisson |
| 187    | Stimme der Liebe (« Voix de l'amour ») | fa M     | Voix, piano                                                        | 1815                 | poème de Matthisson (première version) |
| 188    | Naturgenuss (« Jouissance de la nature ») | si M     | Voix, piano                                                        | 1815                 | poème de Matthisson |
| 189    | An die Freude (« Ode à la joie ») | mi M     | Voix, piano                                                        | 1815                 | poème de Schiller, que Beethoven mettra en musique dans sa neuvième symphonie quelques années plus tard                                                                 |
| 190    | Der vierjährige Posten (« Quatre ans de faction »)                                                                                           |          | Solistes, chœur, orchestre                                         | 1815                 | singspiel en un acte poème de Körner |
| 191    | Des Mädchens Klage (« La lamentation de la jeune fille »)                                                                                    | ut m     | Voix, piano                                                        | 1815                 | poème de Schiller, d'après la pièce Die Piccolomini (deuxième version, cf. D. 6, en deux variantes)                                                                     |
| 192    | Der Jüngling am Bache (« Le jeune homme au bord du ruisseau »)                                                                               | fa m     | Voix, piano                                                        | 1815                 | poème de Schiller (deuxième version, cf. D. 30) |
| 193    | An den Mond (« À la lune ») | fa m     | Voix, piano                                                        | 1815                 | poème de Hölty |
| 194    | Die Mainacht (« La nuit de mai ») | ré m     | Voix, piano                                                        | 1815                 | poème de Hölty |
| 195    | Amalia (« Amélie ») | la m     | Voix, piano                                                        | 1815                 | poème de Schiller, d'après la pièce Die Räuber |
| 196    | An die Nachtigall (« Au rossignol ») | fa m     | Voix, piano                                                        | 1815                 | poème de Hölty |
| 197    | An die Apfelbaüme wo ich Julien erblickte (« Aux pommiers sous lesquels je découvris Julie »)                                                | la M     | Voix, piano                                                        | 1815                 | poème de Hölty |
| 198    | Seufzer (« Soupir ») | sol m    | Voix, piano                                                        | 1815                 | poème de Hölty |
| 199    | Mailied (« Chanson du mois de mai ») | mi M     | 2 voix / 2 cors                                                    | 1815                 | poème de Hölty |
| 200    | Symphonie no 3 | ré M     | Orchestre                                                          | 1815                 | |
| 201    | Auf den Tod einer Nachtigall (« Sur la mort d'un rossignol »)                                                                                | fa m     | Voix, piano                                                        | 1815                 | poème de Hölty (esquisse) |
| 202    | Der Schnee zerrinnt(« La neige fond ») | mi M     | 2 voix / 2 cors                                                    | 1815                 | poème de Hölty |
| 203    | Der Morgenstern (« L'étoile du matin ») | mi M     | 2 voix / 2 cors                                                    | 1815                 | poème de Körner |
| 204    | Jägerlied (« chant du chasseur ») | mi M     | 2 voix / 2 cors                                                    | 1815                 | poème de Körner |
| 205    | Lützows wilde Jagd (« Chasse sauvage de Lützow »)                                                                                            | mi M     | 2 voix / 2 cors                                                    | 1815                 | poème de Körner |
| 206    | Liebeständelei (« Badinage amoureux ») | mi M     | Voix, piano                                                        | 1815                 | poème de Körner |
| 207    | Der Liebende (« L'amant ») | si M     | Voix, piano                                                        | 1815                 | poème de Hölty |
| 208    | Die Nonne (« La religieuse ») | la M     | Voix, piano                                                        | 1815                 | poème de Hölty (première version) |
| 209    | Der Liedler (« Le ménétrier ») | la m     | Voix, piano                                                        | 1815                 | poème de Kenner |
| 210    | Klärchen's Lied (die Liebe) (« Chanson de Claire, l'amour »)                                                                                 | si M     | Voix, piano                                                        | 1815                 | poème de Goethe, d'après la pièce Egmont |
| 211    | Adelwold und Emma (« Adelwold et Emma ») | fa M     | Voix, piano                                                        | 1815                 | poème de Bertrand |
| 212    | Die Nonne (« La religieuse ») | la M     | Voix, piano                                                        | 1815                 | poème de Hölty (deuxième version, cf. D. 208) |
| 213    | Der Traum (« Le rêve ») | la M     | Voix, piano                                                        | 1815                 | poème de Hölty |
| 214    | Die Laube (« La tonnelle ») | la M     | Voix, piano                                                        | 1815                 | poème de Hölty |
| 215    | Jägers Abendlied (« Chant vespéral du chasseur »)                                                                                            | fa M     | Voix, piano                                                        | 1815                 | poème de Goethe (première version) |
| 215 A  | Meeres Stille (« Mer calme ») | ut M     | Voix, piano                                                        | 1815                 | poème de Goethe (première version) |
| 216    | Meeres Stille (« Mer calme ») | ut M     | Voix, piano                                                        | 1815                 | poème de Goethe (deuxième version, cf. D. 215 A) |
| 217    | Colma's Klage (« Lamentation de Colma ») | ut m     | Voix, piano                                                        | 1815                 | sur un texte d'Ossian (Macpherson), d'après le poème The songs of Selma                                                                                                 |
| 218    | Grablied (« Chant funèbre ») | fa m     | Voix, piano                                                        | 1815                 | poème de Kenner |
| 219    | Das Finden (« La découverte ») | si M     | Voix, piano                                                        | 1815                 | poème de Kosegarten |
| 220    | Fernando |          | Solistes, chœur, orchestre                                         | 1815                 | singspiel en un acte sur un livret de Stadler |
| 221    | Der Abend (« Le soir ») | si M     | Voix, piano                                                        | 1815                 | poème de Kosegarten |
| 222    | Lieb Minna (« Chère Minna ») | fa m     | Voix, piano                                                        | 1815                 | poème de Stadler |
| 223    | Deuxième offertoire (Salve Regina) | fa M     | Soprano, orgue, orchestre                                          | 1815                 | |
| 224    | Wandrers Nachtlied (« Chant nocturne du voyageur »)                                                                                          | sol M    | Voix, piano                                                        | 1815                 | poème de Goethe |
| 225    | Der Fischer (« Le pêcheur ») | si M     | Voix, piano                                                        | 1815                 | poème de Goethe |
| 226    | Erster Verlust (« Première privation ») | fa m     | Voix, piano                                                        | 1815                 | poème de Goethe |
| 227    | Idens Nachtgesang (« Chant nocturne d'Ida »)                                                                                                 | si M     | Voix, piano                                                        | 1815                 | poème de Kosegarten |
| 228    | Von Ida (« Chant d'Ida ») | fa m     | Voix, piano                                                        | 1815                 | poème de Kosegarten |
| 229    | Die Erscheinung (« L'apparition ») | mi M     | Voix, piano                                                        | 1815                 | poème de Kosegarten |
| 230    | Die Täuschung (« L'illusion ») | mi M     | Voix, piano                                                        | 1815                 | poème de Kosegarten |
| 231    | Das Sehnen (« Le désir ») | la m     | Voix, piano                                                        | 1815                 | poème de Kosegarten |
| 232    | Hymne an den Unendlichen (« Hymne à l'infini »)                                                                                              | ut m     | Soprano, alto, ténor, basse, piano                                 | 1815                 | poème de Schiller |
| 233    | Geist der Liebe (« Esprit de l'amour ») | mi M     | Voix, piano                                                        | 1815                 | poème de Kosegarten |
| 234    | Tischlied (« Chanson de table ») | ut M     | Voix, piano                                                        | 1815                 | poème de Goethe |
| 235    | Abends unter der Linde (« Le soir sous le tilleul »)                                                                                         | fa M     | Voix, piano                                                        | 1815                 | poème de Kosegarten (première version) |
| 236    | Das Abendrot (« Le crépuscule ») | la M     | 3 voix, piano                                                      | 1815                 | poème de Kosegarten |
| 237    | Abends unter der Linde (« Le soir sous le tilleul »)                                                                                         | fa M     | Voix, piano                                                        | 1815                 | poème de Kosegarten (deuxième version, cf. D. 235) |
| 238    | Die Mondnacht (« La nuit au clair de lune »)                                                                                                 | fa M     | Voix, piano                                                        | 1815                 | poème de Kosegarten |
| 239    | Claudine von Villa Bella |          | Solistes, chœur, orchestre                                         | 1815                 | singspiel en trois actes poème de Goethe (les deux derniers actes sont détruits)                                                                                        |
| 240    | Huldigung (« Hommage ») | mi M     | Voix, piano                                                        | 1815                 | poème de Kosegarten |
| 241    | Alles um Liebe (« Tout pour l'amour ») | mi M     | Voix, piano                                                        | 1815                 | poème de Kosegarten |
| 242    | Trinklied in Winter (« Chanson à boire pour l'hiver »)                                                                                       | fa m     | 2 ténors, basse                                                    | 1815                 | poème de Hölty |
| 242 A  | Winterlied (« Chant de l'hiver ») |          | Voix, piano                                                        | 1815                 | sur un texte d'un auteur inconnu (fragment) |
| 243    | Frühlingslied (« Chanson du printemps ») | ut M     | 2 ténors, basse                                                    | 1815                 | sur un texte d'un auteur inconnu |
| 244    | Willkommen, lieber schöner Mai (« Bienvenue, joli mois de mai »)                                                                             | la M     | 3 voix                                                             | 1815                 | deux canons poème de Hölty (deux versions) |
| 245    | An den Frühling (« Au printemps ») | si M     | Voix, piano                                                        | 1815                 | poème de Schiller (première version) |
| 246    | Die Bürgschaft (« L'otage ») | sol m    | Voix, piano                                                        | 1815                 | poème de Schiller |
| 247    | Die Spinnerin (« La fileuse ») | si m     | Voix, piano                                                        | 1815                 | poème de Goethe |
| 248    | Lob der Tokayers (« Eloge du tokay ») | si M     | Voix, piano                                                        | 1815                 | poème de Gabriele von Baumberg |
| 249    | Die Schlacht (« La bataille ») |          |                                                                    | 1815                 | cantate poème de Schiller (première esquisse) |
| 250    | Das Geheimnis (« Le secret ») | la M     | Voix, piano                                                        | 1815                 | poème de Schiller (première version) |
| 251    | Hoffnung (« Espoir ») | sol M    | Voix, piano                                                        | 1815                 | poème de Schiller (première version) |
| 252    | Das Mädchen aus der Fremde (« La jeune fille venue de l'étranger »)                                                                          | fa M     | Voix, piano                                                        | 1815                 | poème de Schiller (deuxième version, cf. D. 117) |
| 253    | Punschlied (« Chanson du punch ») | si M     | Voix, piano                                                        | 1815                 | poème de Schiller |
| 254    | Der Gott und die Bajadere (« Le dieu et la bayadère »)                                                                                       | mi M     | Voix, piano                                                        | 1815                 | poème de Goethe |
| 255    | Der Rattenfänger (« L'attrapeur de rat ») | sol M    | Voix, piano                                                        | 1815                 | poème de Goethe |
| 256    | Der Schatzgräber (« Le chercheur de trésor »)                                                                                                | ré m     | Voix, piano                                                        | 1815                 | poème de Goethe |
| 257    | Heidenröslein (« Petite rose de la lande »)                                                                                                  | sol M    | Voix, piano                                                        | 1815                 | poème de Goethe |
| 258    | Bundeslied (« Chant d'union ») | si M     | Voix, piano                                                        | 1815                 | poème de Goethe |
| 259    | An den Mond (« À la lune ») | mi M     | Voix, piano                                                        | 1815                 | poème de Goethe (première version) |
| 260    | Wonne der Wehmut (« Volupté de la mélancolie »)                                                                                              | ut m     | Voix, piano                                                        | 1815                 | poème de Goethe |
| 261    | Wer kauft Liebesgötter ? (« Qui achète les Cupidons ? »)                                                                                     | ut M     | Voix, piano                                                        | 1815                 | poème de Goethe |
| 262    | Die Fröhligkeit (« La gaieté ») | mi M     | Voix, piano                                                        | 1815                 | poème de Prandstetter |
| 263    | Cora an die Sonne (« Cora au soleil ») | mi M     | Voix, piano                                                        | 1815                 | poème de Gabriele von Baumberg |
| 264    | Der Morgenkuss nach einem Ball (« Le baiser matinal après un bal »)                                                                          | mi M     | Voix, piano                                                        | 1815                 | poème de Gabriele von Baumberg |
| 265    | Abendständchen an Lina (« Sérénade du soir. À Lina »)                                                                                        | si M     | Voix, piano                                                        | 1815                 | poème de Gabriele von Baumberg |
| 266    | Morgenlied (« Chant du matin ») | fa M     | Voix, piano                                                        | 1815                 | poème de Stolberg |
| 267    | Trinklied (« Chanson à boire ») | si M     | 2 ténors, 2 basses, piano                                          | 1815                 | sur un texte d'un auteur inconnu |
| 268    | Bergknappenlied (« Chanson du mineur ») | ré m     | 2 ténors, 2 basses, piano                                          | 1815                 | sur un texte d'un auteur inconnu |
| 269    | Das Leben ist ein Traum (« La vie est un rêve »)                                                                                             | si M     | 2 sopranos, alto, piano                                            | 1815                 | poème de Wannovius |
| 270    | An die Sonne (« Au soleil ») | mi M     | Voix, piano                                                        | 1815                 | poème de Gabriele von Baumberg |
| 271    | Der Weiberfreund (« L'inconstant ») | la M     | Voix, piano                                                        | 1815                 | poème de Cowley |
| 272    | An die Sonne (« Au soleil ») | mi M     | Voix, piano                                                        | 1815                 | poème de Tiedge |
| 273    | Lilla an die Morgenröte (« Lilla à l'aube »)                                                                                                 | ré M     | Voix, piano                                                        | 1815                 | sur un texte d'un auteur inconnu |
| 274    | Tischlerlied (« Chanson du menuisier ») | ut M     | Voix, piano                                                        | 1815                 | sur un texte d'un auteur inconnu |
| 275    | Totenkranz für ein Kind (« Couronne mortuaire pour un enfant »)                                                                              | sol m    | Voix, piano                                                        | 1815                 | poème de Matthisson |
| 276    | Abendlied (« Chant du soir ») | la M     | Voix, piano                                                        | 1815                 | poème de Stolberg |
| 277    | Punschlied (« Chanson du punch ») | ut M     | 2 ténors, basse, piano                                             | 1815                 | poème de Schiller |
| 278    | Ossians Lied nach dem falle Nathos (« Chant d'Ossian après la mort de Nathos »)                                                              | mi M     | Voix, piano                                                        | 1815                 | sur un texte d'Ossian (Macpherson), d’après le poème Dar-thula (deux versions)                                                                                          |
| 279    | Sonate pour piano n°2 (en) | ut M     | Piano                                                              | 1815                 | « Sonate I » (inachevée) |
| 280    | Das Rosenband (« La guirlande de roses ») | la M     | Voix, piano                                                        | 1815                 | poème de Klopstock |
| 281    | Das Mädchen von Inistore (« La jeune fille d'Inistore »)                                                                                     | ut m     | Voix, piano                                                        | 1815                 | sur un texte d'Ossian (Macpherson), d’après le poème Fingal |
| 282    | Cronnan | ut m     | Voix, piano                                                        | 1815                 | sur un texte d'Ossian (Macpherson), d’après le poème Carric-Thura |
| 283    | An den Frühling (« Au printemps ») | fa M     | Voix, piano                                                        | 1815                 | poème de Schiller (deuxième version, cf. D. 245) |
| 284    | Lied | sol M    | Voix, piano                                                        | 1815                 | poème de Schiller |
| 285    | Furcht der Geliebten (« Crainte de la bien-aimée »)                                                                                          | la M     | Voix, piano                                                        | 1815                 | poème de Klopstock (deux versions) |
| 286    | Selma und Selmar (« Selma et Selmar ») | fa M     | Voix, piano                                                        | 1815                 | poème de Klopstock (deux versions) |
| 287    | Vaterlandslied (« Chant patriotique ») | ut M     | Voix, piano                                                        | 1815                 | poème de Klopstock (deux versions) |
| 288    | An Sie (« À elle ») | la M     | Voix, piano                                                        | 1815                 | poème de Klopstock |
| 289    | Die Sommernacht (« La nuit d'été ») | ut M     | Voix, piano                                                        | 1815                 | poème de Klopstock (deux versions) |
| 290    | Die frühen Gräber (« Les tombes précoces »)                                                                                                  | la m     | Voix, piano                                                        | 1815                 | poème de Klopstock |
| 291    | Dem Unendlichen (« À l’Eternel ») | fa M     | Voix, piano                                                        | 1815                 | poème de Klopstock (trois versions) |
| 292    | Klage (« Lamentation ») | si m     | Voix, piano                                                        | 1815                 | sur un texte d’un auteur inconnu (esquisse d’une première version) |
| 293    | Shilric und Vinvela (« Shilric et Vinvela »)                                                                                                 | si M     | Voix, piano                                                        | 1815                 | sur un texte d'Ossian (Macpherson), d’après le poème Carric-Thura |
| 294    | Cantate pour la fête de Franz Michael Vierthaler                                                                                             | mi M     | Solistes, chœur, orchestre                                         | 1815                 | sur un texte d’un auteur inconnu |
| 295    | Hoffnung (« Espoir ») | fa M     | Voix, piano                                                        | 1815                 | poème de Goethe (deux versions) |
| 296    | An den Mond (À la lune ») | la M     | Voix, piano                                                        | 1815                 | poème de Goethe (deuxième version, cf. D. 259) |
| 297    | Augenlied (« Chant des yeux ») | fa M     | Voix, piano                                                        | 1815                 | poème de Mayrhofer |
| 298    | Liane | ut M     | Voix, piano                                                        | 1815                 | poème de Mayrhofer |
| 299    | Douze écossaises |          | Piano                                                              | 1815                 | |
| 300    | Der Jüngling an der Quelle (« Le jeune homme à la source »)                                                                                  | la M     | Voix, piano                                                        | 1815                 | poème de Salis-Seewis |
| 301    | Lambertine | mi M     | Voix, piano                                                        | 1815                 | poème de Stoll |
| 302    | Labetrank der Liebe (« Réconfort de l'amour »)                                                                                               | fa M     | Voix, piano                                                        | 1815                 | poème de Stoll |
| 303    | An die Geliebte (« À la bien-aimée ») | sol M    | Voix, piano                                                        | 1815                 | poème de Stoll |
| 304    | Wiegenlied (« Berceuse ») | fa M     | Voix, piano                                                        | 1815                 | poème de Körner |
| 305    | Mein Gruss an den Mai (« Mes salutations au mois de mai »)                                                                                   | si M     | Voix, piano                                                        | 1815                 | sur un texte d'Ermin (J. G. Kumpf) |
| 306    | Skolie (« Scolie ») | si M     | Voix, piano                                                        | 1815                 | poème de Deinhardstein |
| 307    | Die Sternenwelten (« Les mondes stellaires »)                                                                                                | fa M     | Voix, piano                                                        | 1815                 | poème de Fellinger |
| 308    | Die Macht der Liebe (« La puissance de l'amour »)                                                                                            | si M     | Voix, piano                                                        | 1815                 | poème de Kalchberg |
| 309    | Das gestörte Glück (« Le bonheur contrarié »)                                                                                                | fa M     | Voix, piano                                                        | 1815                 | poème de Körner |
| 310    | 'Nur wer die Sehnsucht kennt', Lied der Mignon (« 'Seul qui connaît l’ardent désir', chant de Mignon »)                                      | fa M     | Voix, piano                                                        | 1815                 | poème de Goethe, d’après le roman Wilhelm Meister (deux versions) |
| 311    | An den Mond (« À la lune ») | la M     | Voix, piano                                                        | 1815                 | sur un texte d’un auteur inconnu (fragment) |
| 312    | Hektor’s Abschied (« Adieu d'Hector ») | fa m     | Voix, piano                                                        | 1815                 | poème de Schiller (deux versions) |
| 313    | Die Sterne (« Les étoiles ») | si M     | Voix, piano                                                        | 1815                 | poème de Kosegarten |
| 314    | Nachtgesang (« Chant de la nuit ») | mi M     | Voix, piano                                                        | 1815                 | poème de Kosegarten |
| 315    | An Rosa I (« À Rosa I ») | la M     | Voix, piano                                                        | 1815                 | poème de Kosegarten |
| 316    | An Rosa II (« À Rosa II ») | la M     | Voix, piano                                                        | 1815                 | poème de Kosegarten (deux versions) |
| 317    | Idens Schwanenlied (« Chant du cygne d'Ida »)                                                                                                | fa m     | Voix, piano                                                        | 1815                 | poème de Kosegarten |
| 318    | Schwangesang (« Chant du cygne ») | fa m     | Voix, piano                                                        | 1815                 | poème de Kosegarten |
| 319    | Louisens Antwort (« Réponse de Louise ») | si m     | Voix, piano                                                        | 1815                 | poème de Kosegarten |
| 320    | Der Zufriedene (« Le satisfait ») | la M     | Voix, piano                                                        | 1815                 | poème de Reissig |
| 321    | Mignon : 'Kennst du das Land' (« Mignon : 'Connais-tu le pays' »)                                                                            | la M     | Voix, piano                                                        | 1815                 | poème de Goethe, d’après le roman Wilhelm Meister |
| 322    | Hermann und Thusnelda (« Hermann et Thusnelda »)                                                                                             | mi M     | Voix, piano                                                        | 1815                 | poème de Klopstock |
| 323    | Klage des Ceres (« Lamentation de Cérès »)                                                                                                   | sol M    | Voix, piano                                                        | 1815                 | poème de Schiller |
| 324    | Messe no 3 | si M     | Solistes, chœur, orgue, orchestre                                  | 1815                 | |
| 325    | Harfenspieler (« Le harpiste ») | la m     | Voix, piano                                                        | 1815                 | poème de Goethe, d’après le roman Wilhelm Meister |
| 326    | Die Freunde von Salamanka (« Les amis de Salamanque »)                                                                                       |          | Solistes, chœur, orchestre                                         | 1815                 | singspiel en deux actes poème de Mayrhofer |
| 327    | Lorma | la m     | Voix, piano                                                        | 1815                 | sur un texte d'Ossian (Macpherson), d’après le poème Battle of Lora (première version)                                                                                  |
| 328    | Erlkönig (« Le Roi des aulnes ») | sol m    | Voix, piano                                                        | 1815                 | poème de Goethe (quatre versions) |
| 329    | Die drei Sänger (« Les trois chanteurs ») | la M     | Voix, piano                                                        | 1815                 | poème de Bobrik (fragment) |
| 329 A  | Das Grab (« La tombe ») | ut m     | Chœur                                                              | 1815                 | poème de Salis-Seewis (esquisse) |
| 330    | Das Grab (« La tombe ») | sol m    | Voix, piano                                                        | 1815                 | poème de Salis-Seewis (première version) |
| 331    | Der Entfernten (« À la bien-aimée lointaine »)                                                                                               | ut M     | 2 ténors, 2 basses                                                 | c. 1816              | poème de Salis-Seewis |
| 332    | Der Entfernten (« À la bien-aimée lointaine »)                                                                                               | ut M     | 2 ténors, basse                                                    | c. 1816              | poème de Salis-Seewis (perdu) |
| 333    | 'Lass dein Vertrauen nicht schwinden' (« 'Ne laisse pas faiblir ta confiance' »)                                                             |          | 2 ténors, basse                                                    | c. 1816              | sur un texte d’un auteur inconnu (perdu) |
| 334    | Menuet avec trio | la M     | Piano                                                              | c. 1816              | |
| 335    | Menuet avec deux trios | mi M     | Piano                                                              | c. 1816              | |
| 336    | Menuet avec trio | ré M     | Piano                                                              | c. 1816              | authenticité douteuse |
| 337    | Die Einsiedelei (« L'ermitage ») | sol m    | 2 ténors, 2 basses                                                 | c. 1816              | poème de Salis-Seewis |
| 338    | An den Frühling (« Au printemps ») | sol M    | 2 ténors, 2 basses                                                 | c. 1816              | poème de Schiller |
| 339    | Amor's Macht (« Puissance de Cupidon ») | si M     | 2 ténors, basse                                                    | c. 1816              | poème de Matthisson (perdu) |
| 340    | Badelied (« Chanson du bain ») | ut M     | 2 ténors, basse                                                    | c. 1816              | poème de Matthisson (perdu) |
| 341    | Sylphen (« Sylphes ») | ut M     | 2 ténors, basse                                                    | c. 1816              | poème de Matthisson (perdu) |
| 342    | Seraphine an ihr Klavier (« Sérafine à son piano »)                                                                                          | la M     | Voix, piano                                                        | c. 1816              | poème de Schubart |
| 343    | Am Tage aller Seelen (« Pour la fête de toutes les âmes »)                                                                                   | mi M     | Voix, piano                                                        | c. 1816              | poème de Jacobi |
| 344    | Am ersten Maimorgen (« Au premier matin de mai »)                                                                                            | sol M    | Voix, piano                                                        | 1816                 | poème de Claudius |
| 345    | Konzertstück pour violon et orchestre | ré M     | Violon, orchestre                                                  | 1816 (?)             | une des seules pièces concertantes de Schubert |
| 346    | Allegretto | ut M     | Piano                                                              | 1816 (?)             | fragment |
| 347    | Allegretto moderato | ut M     | Piano                                                              | 1816 (?)             | fragment |
| 348    | Andantino | ut M     | Piano                                                              | 1816 (?)             | fragment |
| 349    | Adagio | ut M     | Piano                                                              | 1816 (?)             | fragment |
| 350    | Der Entfernten (« À la bien-aimée lointaine »)                                                                                               | mi M     | Voix, piano                                                        | 1816 (?)             | poème de Salis-Seewis |
| 351    | Fischerlied (« Chanson du pêcheur ») | ré M     | Voix, piano                                                        | 1816 (?)             | poème de Salis-Seewis (première version) |
| 352    | Licht und Liebe (« Lumière et amour ») | sol M    | Soprano, ténor, piano                                              | 1816 (?)             | poème de Matthäus von Collin |
| 353    | Quatuor à cordes no 11 | mi M     | 2 violons, alto, violoncelle                                       | 1816                 | |
| 354    | Quatre ländler | ré M     | 2 violons (?)                                                      | 1816                 | « Komische Ländler » |
| 355    | Huit ländler | fa m     | Violon                                                             | 1816                 | |
| 356    | Trinklied (« Chanson à boire ») | ré M     | 2 ténors, 2 basses                                                 | 1816                 | sur un texte d'un auteur inconnu |
| 357    | Gold'ner Schein (« Clarté dorée ») | sol M    | 3 voix                                                             | 1816                 | poème de Matthisson, d'après le poème Abendlandschaft |
| 358    | Die Nacht (« La nuit ») | la M     | Voix, piano                                                        | 1816                 | sur un texte d'Uz |
| 359    | 'Nur wer die Sehnsucht kennt', Lied der Mignon (« 'Seul qui connaît l'ardent désir', Chant de Mignon »)                                      | ré m     | Voix, piano                                                        | 1816                 | poème de Goethe, d'après le roman Wilhelm Meister (troisième version, cf. D. 310)                                                                                       |
| 360    | Lied eines Schiffers an die Dioskuren (« Chant d'un batelier aux Dioscures »)                                                                | la M     | Voix, piano                                                        | 1816                 | poème de Mayrhofer |
| 361    | Am Bach im Frühling (« Au bord du ruisseau au printemps »)                                                                                   | ré M     | Voix, piano                                                        | 1816                 | poème de Schober |
| 362    | Lied ('Ich bin vergnügt') | la M     | Voix, piano                                                        | 1816                 | poème de Claudius (première version) |
| 363    | An Chloen I (« À Chloé I ») | sol M    | Voix, piano                                                        | 1816                 | sur un texte d'Uz (fragment) |
| 364    | Fischerlied (« Chanson du pêcheur ») | sol M    | 2 ténors, 2 basses                                                 | c. 1816              | poème de Salis-Seewis |
| 365    | Trente-six danses originales |          | Piano                                                              | 1818 - 1821          | |
| 366    | Dix-sept danses allemandes |          | Piano                                                              | 1818 - 1824          | |
| 367    | Der König in Thule (« Le Roi de Thulé ») | ré m     | Voix, piano                                                        | 1816                 | poème de Goethe, d'après la pièce Faust |
| 368    | Jägers Abendlied (« Chant vespéral du chasseur »)                                                                                            | ré M     | Voix, piano                                                        | 1816                 | poème de Goethe (deuxième version, cf. D. 215) |
| 369    | An Schwager Kronos (« Au postillon Chronos »)                                                                                                | ré m     | Voix, piano                                                        | 1816                 | poème de Goethe |
| 370    | Huit ländler | ré M     | Piano                                                              | 1816                 | |
| 371    | Klage (« Lamentation ») | si m     | Voix, piano                                                        | 1816                 | sur un texte d'un auteur inconnu (deuxième version, cf. D. 292) |
| 372    | An die Natur (« À la nature ») | fa M     | Voix, piano                                                        | 1814                 | poème de Stolberg |
| 373    | Lied | sol m    | Voix, piano                                                        | 1814                 | poème de La Motte-Fouqué, d'après le conte Ondine |
| 374    | Six ländler | si M     | Violon (?)                                                         | 1816                 | |
| 375    | Der Tod Oskar's (« La mort d'Oscar ») | ut m     | Voix, piano                                                        | 1816                 | sur un texte d'Ossian (Macpherson) |
| 376    | Lorma | la m     | Voix, piano                                                        | 1816                 | sur un texte d'Ossian (Macpherson), d'après le poème Battle of Lora (deuxième version, cf. D. 327) (fragment)                                                           |
| 377    | Das Grab (« La tombe ») | ut m     | Chœur                                                              | 1816                 | poème de Salis-Seewis (deuxième version, cf. D. 330) |
| 378    | Huit ländler | si M     | Piano                                                              | 1816                 | |
| 379    | (Deutsches) Salve Regina | fa M     | Chœur, orgue                                                       | 1816                 | sur un texte d'un auteur inconnu |
| 380    | Deux menuets avec trio |          | Piano                                                              | 1816                 | |
| 381    | Morgenlied (« Chant du matin ») | ut M     | Voix, piano                                                        | 1816                 | sur un texte d'un auteur inconnu |
| 382    | Abendlied (« Chant du soir ») | fa M     | Voix, piano                                                        | 1816                 | sur un texte d'un auteur inconnu |
| 383    | Stabat Mater | fa m     | Solistes, chœur, orchestre                                         | 1816                 | sur un texte allemand de Klopstock |
| 384    | Sonatine pour violon et piano no 1 | ré M     | Violon, piano                                                      | 1816                 | « Sonate fürs Pianoforte mit Begleitung der Violine » |
| 385    | Sonatine pour violon et piano no 2 | la m     | Violon, piano                                                      | 1816                 | |
| 386    | Salve Regina | si M     | Chœur                                                              | 1816                 | |
| 387    | Die Schlacht (« La bataille ») | si m     | Voix, piano                                                        | 1816                 | poème de Schiller (deuxième esquisse pour une cantate, cf. D. 249) |
| 388    | Laura am Klavier (« Laura au piano ») | la M     | Voix, piano                                                        | 1816                 | poème de Schiller (deux versions) |
| 389    | Des Mädchens Klage (« La lamentation de la jeune fille »)                                                                                    | ut m     | Voix, piano                                                        | 1816                 | poème de Schiller, d'après la pièce Die Piccolomini (troisième version, cf. D. 6 et D. 191)                                                                             |
| 390    | Die Entzückung an Laura (« Le ravissement. À Laura »)                                                                                        | la M     | Voix, piano                                                        | 1816                 | poème de Schiller (première version) |
| 391    | Die vier Weltalter (« Les quatre âges de l'univers »)                                                                                        | sol M    | Voix, piano                                                        | 1816                 | poème de Schiller |
| 392    | Pflügerlied (« Chant du laboureur ») | ut M     | Voix, piano                                                        | 1816                 | poème de Salis-Seewis |
| 393    | Die Einsiedelei (« L'ermitage ») | la M     | Voix, piano                                                        | 1816                 | poème de Salis-Seewis (première version) |
| 394    | An die Harmonie (« Hymne à l'harmonie ») | la M     | Voix, piano                                                        | 1816                 | poème de Salis-Seewis |
| 395    | Lebensmelodien (« Mélodies de la vie ») | sol M    | Voix, piano                                                        | 1816                 | poème de A. W. Schlegel |
| 396    | Gruppe aus dem Tartarus (« Groupe surgi du Tartare »)                                                                                        | ut m     | Voix, piano                                                        | 1816                 | poème de Schiller (première version) (fragment) |
| 397    | Ritter Toggenburg (« Le Chevalier Toggenburg »)                                                                                              | fa M     | Voix, piano                                                        | 1816                 | poème de Schiller |
| 398    | Frühlingslied (« Chant du printemps ») | sol M    | Voix, piano                                                        | 1816                 | poème de Hölty |
| 399    | Auf den Tod einer Nachtigall (« Sur la mort d'un rossignol »)                                                                                | la m     | Voix, piano                                                        | 1816                 | poème de Hölty |
| 400    | Die Knabenzeit (« L'enfance ») | la M     | Voix, piano                                                        | 1816                 | poème de Hölty |
| 401    | Winterlied (« Chant d'hiver ») | la m     | Voix, piano                                                        | 1816                 | poème de Hölty |
| 402    | Der Flüchtling (« Le réfugié ») | si M     | Voix, piano                                                        | 1816                 | poème de Schiller |
| 403    | Ins stille Land | la m     | Voix, piano                                                        | 1816                 | poème de Salis-Seewis (deux versions) |
| 404    | Wehmut (« Mélancolie ») | fa M     | Voix, piano                                                        | 1816                 | poème de Salis-Seewis |
| 405    | Der Herbstabend (« Le soir d'automne ») | fa m     | Voix, piano                                                        | 1816                 | poème de Salis-Seewis |
| 406    | Abschied von der Harfe (« Adieu à la harpe »)                                                                                                | mi m     | Voix, piano                                                        | 1816                 | poème de Salis-Seewis |
| 407    | Contribution aux célébrations du jubilé de M. Salieri                                                                                        |          | Ténor, chœur d'hommes, piano                                       | 1816                 | cantate poème de Schubert (première version) |
| 408    | Sonatine pour violon et piano no 3 | sol m    | Violon, piano                                                      | 1816                 | |
| 409    | Die verfehlte Stunde (« Les heures perdues »)                                                                                                | fa m     | Voix, piano                                                        | 1816                 | poème de A. W. Schlegel (deux versions) |
| 410    | Sprache der Liebe (« Langage de l'amour »)                                                                                                   | mi M     | Voix, piano                                                        | 1816                 | poème de A. W. Schlegel |
| 411    | Daphne am Bach (« Daphné au bord du ruisseau »)                                                                                              | ré M     | Voix, piano                                                        | 1816                 | poème de Stolberg |
| 412    | Stimme der Liebe (« Voix de l'amour ») | ré M     | Voix, piano                                                        | 1816                 | poème de Stolberg |
| 413    | Entzückung (« Extase ») | ut M     | Voix, piano                                                        | 1816                 | poème de Matthisson |
| 414    | Geist der Liebe (« Esprit de l'amour ») | sol M    | Voix, piano                                                        | 1816                 | poème de Matthisson |
| 415    | Klage (« Lamentation ») | ut M     | Voix, piano                                                        | 1816                 | poème de Matthisson |
| 416    | Lied in der Abwesenheit (« Chant durant l'absence »)                                                                                         | si m     | Voix, piano                                                        | 1816                 | poème de Stolberg |
| 417    | Symphonie no 4 « Tragique » | ut m     | Orchestre                                                          | 1816                 | |
| 418    | Stimme der Liebe (« Voix de l'amour ») | sol M    | Voix, piano                                                        | 1816                 | poème de Matthisson (deuxième version, cf. D. 187) |
| 419    | Julius an Theone (« Julius à Théone ») | sol m    | Voix, piano                                                        | 1816                 | poème de Matthisson |
| 420    | Douze danses allemandes |          | Piano                                                              | 1816                 | |
| 421    | Six écossaises |          | Piano                                                              | 1816                 | |
| 422    | Naturgenuss (« Jouissance de la nature ») | ré M     | 2 ténors, 2 basses                                                 | 1816 - 1822          | poème de Matthisson |
| 423    | Andenken (« Pensées ») | sol M    | 2 ténors, basse                                                    | 1816                 | poème de Matthisson |
| 424    | Erinnerungen (« Souvenirs ») | sol M    | 2 ténors, basse                                                    | 1816                 | poème de Matthisson |
| 425    | Lebenslied (« Chant de la vie ») | ut M     | 2 ténors, basse                                                    | 1816                 | poème de Matthisson (perdu) |
| 426    | Trinklied (« Chanson à boire ») |          | 2 ténors, basse                                                    | 1816                 | sur un texte d'un auteur inconnu (perdu) |
| 427    | Trinklied im Mai (« Chanson à boire pour le mois de mai »)                                                                                   | mi M     | 2 ténors, basse                                                    | 1816                 | poème de Hölty |
| 428    | Widerhall (« Echo ») | ut M     | 2 ténors, basse                                                    | 1816                 | poème de Matthisson |
| 429    | Minnelied (« Chant d'amour ») | mi M     | Voix, piano                                                        | 1816                 | poème de Hölty |
| 430    | Die frühe Liebe (« L'amour précoce ») | mi M     | Voix, piano                                                        | 1816                 | poème de Hölty |
| 431    | Blumenlied (« Chant des fleurs ») | mi M     | Voix, piano                                                        | 1816                 | poème de Hölty |
| 432    | Der Leidende (« L'homme souffrant ») | si m     | Voix, piano                                                        | 1816                 | sur un texte d'un auteur inconnu (deux versions) |
| 433    | Seligkeit (« Béatitude ») | mi M     | Voix, piano                                                        | 1816                 | poème de Hölty |
| 434    | Erntelied (« Chant de la moisson ») | mi M     | Voix, piano                                                        | 1816                 | poème de Hölty |
| 435    | Die Bürgschaft (« L'otage ») |          | Solistes, chœur, orchestre                                         | 1816                 | Opéra en trois actes sur un texte d'un auteur inconnu (inachevé) |
| 436    | Klage an den Mond (« Lamentation à la lune »)                                                                                                | fa M     | Voix, piano                                                        | 1816                 | poème de Hölty (première version) |
| 437    | Klage an den Mond (« Lamentation à la lune »)                                                                                                | fa M     | Voix, piano                                                        | 1816                 | poème de Hölty (deuxième version, cf. D. 436) |
| 438    | Rondo pour violon et orchestre à cordes | la M     | Violon, cordes                                                     | 1816                 | |
| 439    | An die Sonne (« Au soleil ») | fa M     | Soprano, alto, ténor, basse, piano                                 | 1816                 | sur un texte d'Uz |
| 440    | Chor der Engel (« Chœur des anges ») | ut m     | Soprano, alto, ténor, basse                                        | 1816                 | poème de Goethe |
| 441    | Contribution aux célébrations du jubilé de M. Salieri                                                                                        |          | 2 ténors, basse, piano                                             | 1816                 | cantate poème de Schubert (deuxième version, cf. D. 407) |
| 442    | Das grosse Halleluja (« Le grand Alléluia »)                                                                                                 | mi M     | Voix, piano                                                        | 1816                 | poème de Klopstock |
| 443    | Schlachtgesang (« Chant de bataille ») | mi M     | Voix, piano                                                        | 1816                 | poème de Klopstock |
| 444    | Die Gestirne (« Les étoiles ») | fa M     | Voix, piano                                                        | 1816                 | poème de Klopstock |
| 445    | Edone | ut m     | Voix, piano                                                        | 1816                 | poème de Klopstock |
| 446    | Die Liebesgötter (« Les dieux de l'amour »)                                                                                                  | ut M     | Voix, piano                                                        | 1816                 | sur un texte d'Uz |
| 447    | An den Schlaf (« Au sommeil ») | la M     | Voix, piano                                                        | 1816                 | sur un texte d'Uz (?) |
| 448    | Gott im Frühlinge (« Dieu au printemps ») | mi M     | Voix, piano                                                        | 1816                 | sur un texte d'Uz |
| 449    | Der gute Hirt (« Le bon pasteur ») | mi M     | Voix, piano                                                        | 1816                 | sur un texte d'Uz |
| 450    | Fragment aus dem Æschylus (« Fragment d'Eschyle »)                                                                                           | la M     | Voix, piano                                                        | 1816                 | d'après les Euménides (deux versions) |
| 451    | Cantate Prométhée |          | Solistes, chœur, orchestre                                         | 1816                 | poème de Dräxler von Carin (perdue) |
| 452    | Messe no 4 | ut M     | Solistes, chœur, orgue, orchestre                                  | 1816                 | |
| 453    | Requiem | ut m     | Chœur, orchestre                                                   | 1816                 | fragment |
| 454    | Grablied auf einen Soldaten (« Chant funèbre pour un soldat »)                                                                               | ut m     | Voix, piano                                                        | 1816                 | poème de Schubart |
| 455    | Freude der Kinderjahre (« Joie des années d'enfance »)                                                                                       | ut M     | Voix, piano                                                        | 1816                 | poème de F. von Köpken |
| 456    | Das Heimweh (« Le mal du pays ») | fa M     | Voix, piano                                                        | 1816                 | poème de K. G. T. Winkler |
| 457    | An die untergehende Sonne (« Au soleil couchant »)                                                                                           | mi M     | Voix, piano                                                        | 1816                 | poème de Kosegarten |
| 458    | Aus Diego Manazares, Ilmerine (« Extrait de Diego Manazares, Ilmerine »)                                                                     | fa m     | Voix, piano                                                        | 1816                 | poème de Schlechta |
| 459    | Sonate pour piano n°3 (en) | mi M     | Piano                                                              | 1816                 | « Fünf Klavierstücke » |
| 460    | Tantum ergo | ut M     | Chœur, orgue, orchestre                                            | 1816                 | probablement écrit pour introduire la Messe D. 452 |
| 461    | Tantum ergo | ut M     | Solistes, chœur, orchestre                                         | 1816                 | probablement écrit pour introduire la Messe D. 452 |
| 462    | An Chloen II (« À Chloé II ») | la M     | Voix, piano                                                        | 1816                 | poème de Jacobi |
| 463    | Hochzeitslied (« Chant de noces ») | mi M     | Voix, piano                                                        | 1816                 | poème de Jacobi |
| 464    | In der Mitternacht (« À minuit ») | ut m     | Voix, piano                                                        | 1816                 | poème de Jacobi |
| 465    | Trauer der Liebe (« Peine d'amour ») | la M     | Voix, piano                                                        | 1816                 | poème de Jacobi |
| 466    | Die Perle (« La perle ») | ré m     | Voix, piano                                                        | 1816                 | poème de Jacobi |
| 467    | Pflicht und Liebe (« Devoir et amour ») | ut m     | Voix, piano                                                        | 1816                 | poème de Gotter (fragment) |
| 468    | An den Mond (« À la lune ») | la M     | Voix, piano                                                        | 1816                 | poème de Hölty |
| 469    | So lasst mich scheinen (Mignon II)(« Laissez-moi briller »)                                                                                  | la M     | Voix, piano                                                        | 1816                 | poème de Goethe (première et deuxième versions, incomplètes) |
| 470    | Ouverture | si M     | Orchestre                                                          | 1816                 | |
| 471    | Trio à cordes no 1 | si M     | Violon, alto, violoncelle                                          | 1816                 | Allegro suivi d'un Andante sostenuto inachevé |
| 472    | Cantate en l'honneur de Josef Spendou |          | Solistes, chœur, orchestre                                         | 1816                 | poème de Hoheisel |
| 473    | Liedesend (« Fin du chant ») | ut m     | Voix, piano                                                        | 1816                 | poème de Mayrhofer (deux versions) |
| 474    | Orpheus (« Orphée ») | sol M    | Voix, piano                                                        | 1816                 | poème de Jacobi (deux versions) |
| 475    | Abschied (« Adieu ») | sol M    | Voix, piano                                                        | 1816                 | poème de Mayrhofer |
| 476    | Rückweg (« Le chemin du retour ») | ré m     | Voix, piano                                                        | 1816                 | poème de Mayrhofer |
| 477    | Alte Liebe rostet nie (« Ancien amour jamais ne s'altère »)                                                                                  | si M     | Voix, piano                                                        | 1816                 | poème de Mayrhofer |
| 478    | Harfenspieler I (« Chant du harpiste I ») | la m     | Voix, piano                                                        | 1816                 | poème de Goethe, d'après le roman Wilhelm Meister (deux versions) |
| 479    | Harfenspieler II (« Chant du harpiste II »)                                                                                                  | la m     | Voix, piano                                                        | 1816                 | poème de Goethe, d'après le roman Wilhelm Meister (deux versions) |
| 480    | Harfenspieler III (« Chant du harpiste III »)                                                                                                | la m     | Voix, piano                                                        | 1822                 | poème de Goethe, d'après le roman Wilhelm Meister (deux versions) |
| 481    | Nur wer die Sehnsucht kennt (Lied der Mignon) (« Seul qui connaît l'ardent désir - Chant de Mignon »)                                        | la m     | Voix, piano                                                        | 1816                 | poème de Goethe (quatrième version, cf. D. 310 et D. 359) |
| 482    | Der Sänger am Felsen (« Le chanteur sur le rocher »)                                                                                         | mi m     | Voix, piano                                                        | 1816                 | poème de Karoline Pichler |
| 483    | Lied | mi M     | Voix, piano                                                        | 1816                 | poème de Karoline Pichler, d'après le poème Der Sommer-Abend |
| 484    | Gesang der Geister über den Wassern (« Chant des esprits au-dessus des eaux »)                                                               | ut M     | Voix, piano                                                        | 1816                 | poème de Goethe (fragment) |
| 485    | Symphonie no 5 | si M     | Orchestre                                                          | 1816                 | sans trompettes ni timbales |
| 486    | Magnificat | ut M     | Solistes, chœur, orgue, orchestre                                  | 1816                 | |
| 487    | Adagio et rondo concertant pour piano et cordes                                                                                              | fa M     | Piano, violon, alto, violoncelle                                   | 1816                 | « Klavier-Konzert » |
| 488    | Auguste jam cœlestium | sol M    | Soprano, ténor, 2 hautbois, 2 bassons, cordes                      | 1816                 | |
| 489    | Der Unglückliche (« Le malheureux ») | ut m     | Voix, piano                                                        | 1816                 | poème de Schmidt von Lübeck (première version) |
| 490    | Der Hirt (« Le pâtre ») | ré m     | Voix, piano                                                        | 1816                 | poème de Mayrhofer |
| 491    | Geheimnis. An Franz Schubert (« Secret. À Franz Schubert »)                                                                                  | si M     | Voix, piano                                                        | 1816                 | poème de Mayrhofer |
| 492    | Zum Punsche (« Au punch ») | ré m     | Voix, piano                                                        | 1816                 | poème de Mayrhofer |
| 493    | Der Wanderer (« Le voyageur ») | ut m     | Voix, piano                                                        | 1816                 | poème de Schmidt von Lübeck (deuxième version, cf. D. 489) |
| 494    | Der Geistertanz (« La danse des esprits »)                                                                                                   | ut m     | 2 ténors, 2 basses                                                 | 1816                 | poème de Matthisson |
| 495    | Abendlied der Fürstin (« Chant du soir de la Princesse »)                                                                                    | fa M     | Voix, piano                                                        | 1816                 | poème de Mayrhofer |
| 496    | Bei dem Grabe meines Vaters (« Sur la tombe de mon père »)                                                                                   | mi M     | Voix, piano                                                        | 1816                 | poème de Claudius |
| 496 A  | Klage um Ali Bey (« Plainte auprès d'Ali Bey »)                                                                                              | mi m     | Voix, piano                                                        | 1816                 | poème de Claudius |
| 497    | An die Nachtigall (« Au rossignol ») | sol M    | Voix, piano                                                        | 1816                 | poème de Claudius |
| 498    | Wiegenlied (« Berceuse ») | la M     | Voix, piano                                                        | 1816                 | sur un texte d'un auteur inconnu |
| 499    | Abendlied (« Chant du soir ») | si M     | Voix, piano                                                        | 1816                 | poème de Claudius |
| 500    | Phidile | sol M    | Voix, piano                                                        | 1816                 | poème de Claudius |
| 501    | Zufriedenheit (« Satisfaction ») | mi M     | Voix, piano                                                        | 1816                 | poème de Claudius (deuxième version, cf. D. 362) |
| 502    | Herbstlied (« Chant d'automne ») | sol M    | Voix, piano                                                        | 1816                 | poème de Salis-Seewis |
| 503    | Mailied (« Chant du mois de mai ») | sol M    | Voix, piano                                                        | 1816                 | poème de Hölty |
| 504    | Am Grabe Anselmo's (« Sur la tombe d'Anselmo »)                                                                                              | mi m     | Voix, piano                                                        | 1816                 | poème de Claudius |
| 505    | Adagio | ré M     | Piano                                                              | 1818                 | deuxième mouvement de la Sonate pour piano D. 625 |
| 506    | Rondo | mi M     | Piano                                                              | 1817                 | dernier mouvement de la Sonate pour piano D. 566 |
| 507    | Skolie (« Scolie ») | sol M    | Voix, piano                                                        | 1816                 | poème de Matthisson |
| 508    | Lebenslied (« Chant de la vie ») | ut M     | Voix, piano                                                        | 1816                 | poème de Matthisson |
| 509    | Leiden der Trennung (« Douleur de la séparation »)                                                                                           | sol m    | Voix, piano                                                        | 1816                 | poème de H. von Collin |
| 510    | Vedi, quanto adoro (aria) | mi M     | Voix, piano                                                        | 1816                 | poème de Métastase, d'après la pièce Didone abbandonata |
| 511    | Écossaise | mi M     | Piano                                                              | 1818                 | |
| 512    | Der Leidende (« L'homme souffrant ») | sol m    | Voix, piano                                                        | c. 1817              | sur un texte d'un auteur inconnu (troisième version, cf. D. 432) |
| 513    | 'La pastorella al prato' (« 'La bergère au pré' »)                                                                                           | ut M     | 2 ténors, 2 basses, piano                                          | 1817 (?)             | poème de Goldoni, d'après l'opéra Il filosofo di campagna |
| 513 A  | Nur wer die Liebe kennt (« Seul qui connaît l'amour »)                                                                                       | la M     | Voix, piano                                                        | 1817 (?)             | poème de Werner |
| 514    | Die abgeblühte Linde (« Le tilleul fané »)                                                                                                   | la m     | Voix, piano                                                        | 1817 (?)             | poème de Széchényi |
| 515    | Der Flug der Zeit (« La fuite du temps ») | la M     | Voix, piano                                                        | 1817 (?)             | poème de Széchényi |
| 516    | Sehnsucht (« Désir ardent ») | ut M     | Voix, piano                                                        | 1817 (?)             | poème de Széchényi |
| 517    | Der Schäfer und der Reiter (« Le berger et le cavalier »)                                                                                    | mi M     | Voix, piano                                                        | 1817                 | poème de La Motte-Fouqué |
| 518    | An den Tod (« À la mort ») | si M     | Voix, piano                                                        | 1817                 | poème de Schubart |
| 519    | Die Blumensprache (« Le langage des fleurs »)                                                                                                | si M     | Voix, piano                                                        | 1817                 | poème de Platner |
| 520    | Frohsinn (« Esprit joyeux ») | fa M     | Voix, piano                                                        | 1817                 | sur un texte d'un auteur inconnu |
| 521    | Jagdlied (« Chant de chasse ») | fa M     | Voix, piano                                                        | 1817                 | poème de Werner |
| 522    | Die Liebe (« L'amour ») | sol M    | Voix, piano                                                        | 1817                 | poème de G. von Leon |
| 523    | Trost (« Consolation ») | sol m    | Voix, piano                                                        | 1817                 | sur un texte d'un auteur inconnu |
| 524    | Der Alpenjäger (« Le chasseur alpin ») | fa M     | Voix, piano                                                        | 1817                 | poème de Mayrhofer (deux versions) |
| 525    | Wie Ulfru fischt (« Comment pêche Ulfru »)                                                                                                   | ré m     | Voix, piano                                                        | 1817                 | poème de Mayrhofer |
| 526    | Fahrt zum Hades (« Descente aux enfers ») | ré m     | Voix, piano                                                        | 1817                 | poème de Mayrhofer |
| 527    | Schlaflied (« Berceuse ») | fa M     | Voix, piano                                                        | 1817                 | poème de Mayrhofer |
| 528    | La pastorella al prato(ariette)(« La bergère au pré »)                                                                                       | sol M    | Voix, piano                                                        | 1817                 | poème de Goldoni, d'après l'opéra Il filosofo di campagna |
| 529    | Huit écossaises | ré M     | Piano                                                              | 1817                 | |
| 530    | An eine Quelle (« À une source ») | la M     | Voix, piano                                                        | 1817                 | poème de Claudius |
| 531    | Der Tod und das Mädchen (« La jeune fille et la mort »)                                                                                      | ré m     | Voix, piano                                                        | 1817                 | poème de Claudius |
| 532    | Das Lied vom Reifen (« Le chant du givre »)                                                                                                  | la M     | Voix, piano                                                        | 1817                 | poème de Claudius |
| 533    | Täglich zu singen (« À chanter tous les jours »)                                                                                             | fa M     | Voix, piano                                                        | 1817                 | poème de Claudius |
| 534    | Die Nacht (« La nuit ») | sol m    | Voix, piano                                                        | 1817                 | sur un texte d'Ossian (Macpherson) |
| 535    | Lied | sol m    | Soprano, 2 violons, alto, violoncelle, hautbois, basson, cor       | 1816                 | sur un texte d'un auteur inconnu |
| 536    | Der Schiffer (« Le marin ») | mi M     | Voix, piano                                                        | 1817                 | poème de Mayrhofer |
| 537    | Sonate pour piano no 4 | la m     | Piano                                                              | 1817                 | |
| 538    | Gesang der Geister über den Wassern (« Chant des esprits au-dessus des eaux »)                                                               | la M     | 2 ténors, 2 basses                                                 | 1817                 | poème de Goethe |
| 539    | Am Strome (« Au bord du fleuve ») | si M     | Voix, piano                                                        | 1817                 | poème de Mayrhofer |
| 540    | Philoktet (« Philoctète ») | si m     | Voix, piano                                                        | 1817                 | poème de Mayrhofer |
| 541    | Memnon | ré M     | Voix, piano                                                        | 1817                 | poème de Mayrhofer |
| 542    | Antigone und Œdip (« Antigone et Œdipe ») | ut M     | Voix, piano                                                        | 1817                 | poème de Mayrhofer |
| 543    | Auf dem See (« Sur le lac ») | mi M     | Voix, piano                                                        | 1817                 | poème de Goethe (deux versions) |
| 544    | Ganymed (« Ganymède ») | la M     | Voix, piano                                                        | 1817                 | poème de Goethe |
| 545    | Der Jüngling und der Tod (« Le jeune homme et la mort »)                                                                                     | ut m     | Voix, piano                                                        | 1817                 | poème de J. von Spaun (deux versions) |
| 546    | Trost im Liede (« Consolation par le chant »)                                                                                                | ré m     | Voix, piano                                                        | 1817                 | poème de Schober |
| 547    | An die Musik (« À la musique ») | ré M     | Voix, piano                                                        | 1817                 | poème de Schober (deux versions) |
| 548    | Orest auf Tauris (« Oreste en Tauride ») | mi M     | Voix, piano                                                        | 1817                 | poème de Mayrhofer |
| 549    | Mahomet's Gesang (« Chant de Mahomet ») | mi M     | Voix de femme                                                      | 1817                 | poème de Goethe (fragment) |
| 550    | Die Forelle (« La truite ») | ré M     | Voix, piano                                                        | 1817                 | poème de Schubart (cinq versions) |
| 551    | Pax vobiscum | fa M     | Voix, piano                                                        | 1817                 | poème de Schober |
| 552    | Hänflings Liebeswerbung (« Sérénade de la fauvette »)                                                                                        | la M     | Voix, piano                                                        | 1817                 | poème de J. F. Kind |
| 553    | Auf der Donau (« Sur le Danube ») | mi M     | Voix, piano                                                        | 1817                 | poème de Mayrhofer |
| 554    | Uraniens Flucht (« Fuite d'Uranie ») | ré M     | Voix, piano                                                        | 1817                 | poème de Mayrhofer |
| 555    | Lied sans paroles | la m     | Voix, piano                                                        | 1817                 | |
| 556    | Ouverture | ré M     | Orchestre                                                          | 1817                 | |
| 557    | Sonate pour piano no 5 | la M     | Piano                                                              | 1817                 | l'Allegro final est, comme l'Andante, en mi M |
| 558    | Liebhaber in allen Gestalten (« L'amoureux dans toutes les situations »)                                                                     | la M     | Voix, piano                                                        | 1817                 | poème de Goethe |
| 559    | Schweizerlied (« Chant suisse ») | fa M     | Voix, piano                                                        | 1817                 | poème de Goethe |
| 560    | Der Goldschmiedsgesell (« L'apprenti de l'orfèvre »)                                                                                         | fa M     | Voix, piano                                                        | 1817                 | poème de Goethe |
| 561    | Nach einem Gewitter (« Après un orage ») | fa M     | Voix, piano                                                        | 1817                 | poème de Mayrhofer |
| 562    | Fischerlied (« Chanson du pêcheur ») | fa M     | Voix, piano                                                        | 1817                 | poème de Salis-Seewis (deuxième version, cf. D. 351) |
| 563    | Die Einsiedelei (« L'ermitage ») | ut M     | Voix, piano                                                        | 1817                 | poème de Salis-Seewis (deuxième version, cf. D. 393) |
| 564    | Gretchen vor der Mater Dolorosa (« Marguerite face à la Mère Douloureuse »)                                                                  | si m     | Voix, piano                                                        | 1817                 | poème de Goethe |
| 565    | Der Strom (« Le fleuve ») | ré m     | Voix, piano                                                        | 1817                 | poème de Stadler ou de Schubert |
| 566    | Sonate pour piano no 6 | mi m     | Piano                                                              | 1817                 | complétée avec le Rondo D. 506 comme dernier mouvement |
| 567    | Sonate pour piano | ré M     | Piano                                                              | 1817                 | première version de la Sonate pour piano D. 568 |
| 568    | Sonate pour piano no 7 | mi M     | Piano                                                              | 1817                 | |
| 569    | Das Grab (« La tombe ») | ut m     | Voix, piano                                                        | 1817                 | poème de Salis-Seewis (troisième version, cf. D. 330 et 377) |
| 570    | Scherzo et Allegro |          | Piano                                                              | 1817                 | deuxième et troisième mouvements de la Sonate pour piano no 8 en fa m (cf. D. 571)                                                                                      |
| 571    | Allegro | fa m     | Piano                                                              | 1817                 | premier mouvement de la Sonate pour piano no 8 en fa m (cf. D. 570) (fragment)                                                                                          |
| 572    | Lied in Freien (« Chanson en plein air ») | fa M     | 2 ténors, 2 basses                                                 | 1817                 | poème de Salis-Seewis |
| 573    | Iphigenia (« Iphigénie ») | sol M    | Voix, piano                                                        | 1817                 | poème de Mayrhofer |
| 573 A  | Leçon de notation musicale |          |                                                                    | 1817                 | |
| 574    | Sonate pour violon et piano | la M     | Violon, piano                                                      | 1817                 | |
| 575    | Sonate pour piano no 9 | si M     | Piano                                                              | 1817                 | |
| 576    | Treize variations | la m     | Piano                                                              | 1817                 | sur un thème d'Anselm Hüttenbrenner |
| 577    | Die Entzückung an Laura (« Le ravissement. À Laura »)                                                                                        | la M     | Voix, piano                                                        | 1817                 | poème de Schiller, deuxième version (cf. D. 390) (fragment) |
| 578    | Abschied (« Adieu ») | si m     | Voix, piano                                                        | 1817                 | poème de Schubert |
| 579    | Der Knabe in der Wiege (« L'enfant dans le berceau »)                                                                                        | ut M     | Voix, piano                                                        | 1817                 | sur un texte d'Ottenwald |
| 579 A  | Vollendung (« Achèvement ») | la M     | Voix, piano                                                        | 1817 (?)             | poème de Matthisson (anc. D. 989) |
| 579 B  | Die Erde (« La Terre ») | mi M     | Voix, piano                                                        | 1817 (?)             | poème de Matthisson (anc. D. 989 A) |
| 580    | Polonaise pour violon et orchestre à cordes                                                                                                  | si M     | Violon, cordes                                                     | 1817                 | |
| 581    | Trio à cordes no 2 | si M     | Violon, alto, violoncelle                                          | 1817                 | |
| 582    | Augenblicke in Elysium (« Instants dans l'Elysée »)                                                                                          |          | Voix, piano                                                        | 1817 (?)             | poème de Schober (perdu) (nouveau numéro : D. 990 B) |
| 583    | Gruppe aus dem Tartarus (« Groupe surgi du Tartare »)                                                                                        | ut M     | Voix, piano                                                        | 1817                 | poème de Schiller (deuxième version, cf. D. 396) |
| 584    | Elysium (« L'Elysée ») | mi M     | Voix, piano                                                        | 1817                 | poème de Schiller |
| 585    | Atys (« Attis ») | la m     | Voix, piano                                                        | 1817                 | poème de Mayrhofer |
| 586    | Erlafsee (« Le lac d'Erlaf ») | fa M     | Voix, piano                                                        | 1817                 | poème de Mayrhofer (première œuvre publiée par Schubert) |
| 587    | An den Frühling (« Au printemps ») | la M     | Voix, piano                                                        | 1817                 | poème de Schiller (première version, transcrite en la M, cf. D. 245) |
| 588    | Der Alpenjäger (« Le chasseur alpin ») | ut M     | Voix, piano                                                        | 1817                 | poème de Schiller (deux versions) |
| 589    | Symphonie no 6 | ut M     | Orchestre                                                          | 1817 - 1818          | « Petite Symphonie en ut majeur » (cf. D. 944) |
| 590    | Ouverture | ré M     | Orchestre                                                          | 1817                 | « Dans le style italien » |
| 591    | Ouverture | ut M     | Orchestre                                                          | 1817                 | « Dans le style italien » |
| 592    | Ouverture | ré M     | Piano à 4 mains                                                    | 1817                 | « Dans le style italien » (arrangement de l'ouverture D. 590) |
| 593    | Deux scherzos |          | Piano                                                              | 1817                 | |
| 594    | Der Kampf (« Le combat ») | ré m     | Voix, piano                                                        | 1817                 | poème de Schiller |
| 595    | Thekla | ut m     | Voix, piano                                                        | 1817                 | poème de Schiller (deuxième et troisième versions, cf. D. 73) |
| 596    | Lied eines Kindes (« Chant d'un enfant ») | si M     | Voix, piano                                                        | 1817                 | sur un texte d'un auteur inconnu (inachevé) |
| 597    | Ouverture | ut M     | Piano à 4 mains                                                    | 1817                 | « Dans le style italien » (arrangement de l'ouverture D. 591) |
| 597 A  | Variations | la M     | Violon                                                             | 1817                 | esquisses |
| 598    | Das Dörfchen (« La bourgade ») | ré M     | 2 ténors, 2 basses                                                 | 1817                 | poème de G. A. Bürger (première version) (esquisse) |
| 598 A  | Exercice de basse continue |          |                                                                    | c. 1818              | |
| 599    | Quatre polonaises |          | Piano à 4 mains                                                    | c. 1818              | |
| 600    | Menuet | ut m     | Piano                                                              | c. 1818              | |
| 601    | Ouverture pour quatuor à cordes | si M     | 2 violons, alto, violoncelle                                       | 1816                 | fragment issu de l'ouverture D. 470 |
| 602    | Trois marches héroïques |          | Piano à 4 mains                                                    | 1818 (?)             | |
| 603    | Introduction et variations sur un thème original                                                                                             | si M     | Piano à 4 mains                                                    | 1818 (?)             | nouveau numéro : D. 968A |
| 604    | Andante | la M     | Piano                                                              | 1816                 | |
| 605    | Fantaisie | ut M     | Piano                                                              | 1818 (?)             | fragment |
| 605 A  | Fantaisie | ut M     | Piano                                                              | 1817 - 1818          | « Fantaisie de Graz » |
| 606    | Marche | mi M     | Piano                                                              | 1818                 | |
| 607    | Evangelium Johannis (« Evangile de Saint Jean »)                                                                                             | mi M     | Soprano, basse chiffrée                                            | 1818                 | seul exemple de prose mise en musique par Schubert |
| 608    | Rondo | ré M     | Piano à 4 mains                                                    | 1818                 | |
| 609    | Lebenslust (« Joie de vivre ») | ré M     | Soprano, alto, ténor, basse, piano                                 | 1818                 | poème de J. K. Unger |
| 610    | Trio pour un menuet perdu | mi M     | Piano                                                              | 1818                 | |
| 611    | Auf der Riesenkoppe (« Sur le Riesenkoppe »)                                                                                                 | ré m     | Voix, piano                                                        | 1818                 | poème de Körner |
| 612    | Adagio | mi M     | Piano                                                              | 1818                 | |
| 613    | Sonate pour piano no 10 | ut M     | Piano                                                              | 1818                 | premier et dernier mouvements d'une sonate pour piano inachevée |
| 614    | An den Mond in einer Herbstnacht (« À la lune, une nuit d'automne »)                                                                         | la M     | Voix, piano                                                        | 1818                 | poème de Schreiber |
| 615    | Symphonie | ré M     | Orchestre                                                          | 1818                 | esquisses |
| 616    | Grablied für die Mutter (« Chant funèbre pour la mère »)                                                                                     | si m     | Voix, piano                                                        | 1818                 | sur un texte d'un auteur inconnu |
| 617    | Sonate pour piano à quatre mains no 1 | si M     | Piano à 4 mains                                                    | 1818                 | « Grande Sonate » |
| 618    | Trois danses allemandes |          | Piano à 4 mains                                                    | 1818                 | |
| 618 A  | Polonaises |          | Piano à 4 mains                                                    | 1818                 | fragments |
| 619    | Exercices vocaux |          | Soprano, alto, basse chiffrée                                      | 1818                 | |
| 620    | Einsamkeit (« Solitude ») | si M     | Voix, piano                                                        | 1822                 | poème de Mayrhofer |
| 621    | Deutsche Trauermesse (« Messe funèbre allemande »)                                                                                           | sol m    | Soprano, alto, ténor, basse, orgue                                 | 1818                 | sur un texte d'un auteur inconnu |
| 622    | Der Blumenbrief (« Le message des fleurs »)                                                                                                  | ré M     | Voix, piano                                                        | 1818                 | poème de Schreiber |
| 623    | Das Marienbild (« L'image de Marie ») | ut M     | Voix, piano                                                        | 1818                 | poème de Schreiber |
| 624    | Huit variations sur un chant français | mi m     | Piano à 4 mains                                                    | 1818                 | |
| 625    | Sonate pour piano no 11 | fa m     | Piano                                                              | 1818                 | incomplète (le mouvement lent pourrait être l'Adagio D. 505) |
| 626    | Blondel zu Marien (« Blondel à Marie ») | mi m     | Voix, piano                                                        | 1818                 | sur un texte d'un auteur inconnu |
| 627    | Das Abendrot (« Le crépuscule ») | mi M     | Voix, piano                                                        | 1818                 | poème de Schreiber |
| 628    | Sonnet de Pétrarque I | si M     | Voix, piano                                                        | 1818                 | traduit par A. W. Schlegel |
| 629    | Sonnet de Pétrarque II | sol m    | Voix, piano                                                        | 1818                 | traduit par A. W. Schlegel |
| 630    | Sonnet de Pétrarque III | ut M     | Voix, piano                                                        | 1818                 | traduit par J. D. Gries |
| 631    | Blanka (« Blanca ») | la m     | Voix, piano                                                        | 1818                 | poème de F. Schlegel |
| 632    | Vom Mitleiden Mariæ (« Vierge de la Compassion »)                                                                                            | sol m    | Voix, piano                                                        | 1818                 | poème de F. Schlegel |
| 633    | Der Schmetterling (« Le papillon ») | fa M     | Voix, piano                                                        | c. 1819              | poème de F. Schlegel |
| 634    | Die Berge (« Les montagnes ») | sol M    | Voix, piano                                                        | c. 1819              | poème de F. Schlegel |
| 635    | Ruhe (« Paix ») | ut M     | 2 ténors, 2 basses                                                 | c. 1819              | poème de Schubert (?) |
| 636    | Sehnsucht (« Désir ardent ») | si m     | Voix, piano                                                        | c. 1819              | poème de Schiller (deuxième version, cf. D. 52) (deux variantes) |
| 637    | Hoffnung (« Espoir ») | si M     | Voix, piano                                                        | c. 1819              | poème de Schiller (deuxième version, cf. D. 251) |
| 638    | Der Jüngling am Bache (« Le jeune homme au bord du ruisseau »)                                                                               | ré m     | Voix, piano                                                        | c. 1819              | poème de Schiller (troisième version, cf. D. 30 et D. 192) (deux variantes)                                                                                             |
| 639    | Widerschein (« Reflet ») | ré M     | Voix, piano                                                        | c. 1819              | poème de Schlechta (première version) |
| 640    | Deux ländler |          | Piano                                                              | c. 1819              | nouveau numéro : D. 980 A |
| 641    | Das Dörfchen (« La bourgade ») | ré M     | 2 ténors, 2 basses                                                 | 1819 (?)             | poème de G. A. Bürger (deuxième version, cf. D. 598) |
| 642    | Das Feuerwerk (« Le feu d'artifice ») | ré M     | Soprano, alto, ténor, basse, piano                                 | 1819 (?)             | poème de Eberhard |
| 643    | Une danse allemande et une écossaise |          | Piano                                                              | 1819                 | |
| 643 A  | Das Grab (« La tombe ») | mi M     | Soprano, alto, ténor, basse                                        | 1819                 | poème de Salis-Seewis |
| 644    | Die Zauberharfe (« La harpe enchantée ») |          | féerie musicale en trois actes                                     | 1819 - 1820          | poème de G. von Hofmann |
| 645    | Abend (« Soir ») | sol m    | Voix, piano                                                        | 1819                 | poème de L. Tieck (esquisse) |
| 646    | Die Gebüsche (« Les broussailles ») | sol M    | Voix, piano                                                        | 1819                 | poème de F. Schlegel |
| 647    | Die Zwillingsbrüder (« Les frères jumeaux »)                                                                                                 |          | singspiel en un acte                                               | 1818 - 1819          | poème de G. von Hofmann |
| 648    | Ouverture | mi m     | Orchestre                                                          | 1819                 | |
| 649    | Der Wanderer (« Le voyageur ») | ré M     | Voix, piano                                                        | 1819                 | poème de F. Schlegel, d'après le poème Abendröte |
| 650    | Abendbilder (« Images du soir ») | la m     | Voix, piano                                                        | 1819                 | poème de Silbert |
| 651    | Himmelsfunken (« Scintillements célestes »)                                                                                                  | sol M    | Voix, piano                                                        | 1819                 | poème de Silbert |
| 652    | Das Mädchen (« La jeune fille ») | la M     | Voix, piano                                                        | 1819                 | poème de F. Schlegel, d'après le poème Abendröte |
| 653    | Bertha's Lied in der Nacht (« Chant de Berthe dans la nuit »)                                                                                | mi m     | Voix, piano                                                        | 1819                 | poème de Grillparzer |
| 654    | An die Freunde (« Aux amis ») | la m     | Voix, piano                                                        | 1819                 | poème de Mayrhofer |
| 655    | Allegro | ut m     | Piano                                                              | 1819                 | esquisse pour le premier mouvement d'une sonate pour piano inachevée (no 12)                                                                                            |
| 656    | Sehnsucht (« Désir ardent ») | mi M     | 2 ténors, 3 basses                                                 | 1819                 | poème de Goethe, d'après le roman Wilhelm Meister |
| 657    | Ruhe, schönstes Glück der Erde (« Paix, plus grand bonheur de la Terre »)                                                                    | ut M     | 2 ténors, 2 basses                                                 | 1819                 | sur un texte d'un auteur inconnu |
| 658    | Marie | ré M     | Voix, piano                                                        | 1819                 | poème de Novalis |
| 659    | Hymne I | la m     | Voix, piano                                                        | 1819                 | poème de Novalis |
| 660    | Hymne II | si m     | Voix, piano                                                        | 1819                 | poème de Novalis |
| 661    | Hymne III | si m     | Voix, piano                                                        | 1819                 | poème de Novalis |
| 662    | Hymne IV | la M     | Voix, piano                                                        | 1819                 | poème de Novalis |
| 663    | Psaume XIII | si m     | Voix, piano                                                        | 1819                 | sur une traduction de Moses Mendelssohn |
| 664    | Sonate pour piano no 13 | la M     | Piano                                                              | 1819                 | |
| 665    | Im traulichen Kreise (« Dans le cercle intime »)                                                                                             | ré M     | 2 sopranos, ténor, basse                                           | 1819                 | sur un texte d'un auteur inconnu (perdu) |
| 666    | Frühlingsmorgen (« Matin de printemps ») | ut M     | Soprano, ténor, basse, piano                                       | 1819                 | cantate pour l'anniversaire de Vogl poème de Stadler |
| 667    | Quintette en la majeur pour piano et cordes « La Truite »                                                                                    | la M     | Violon, alto, violoncelle, contrebasse, piano                      | 1819                 | le thème du quatrième mouvement est issu du lied D. 550 |
| 668    | Ouverture | sol m    | Piano à 4 mains                                                    | 1819                 | |
| 669    | Beim Winde (« Dans le vent ») | sol m    | Voix, piano                                                        | 1819                 | poème de Mayrhofer |
| 670    | Die Sternennächte (« Les nuits étoilées »)                                                                                                   | ré M     | Voix, piano                                                        | 1819                 | poème de Mayrhofer |
| 671    | Trost (« Consolation ») | mi M     | Voix, piano                                                        | 1819                 | poème de Mayrhofer |
| 672    | Nachtstück (« Nocturne ») | ut m     | Voix, piano                                                        | 1819                 | poème de Mayrhofer |
| 673    | Die Liebende schreibt (« L'amante écrit »)                                                                                                   | si M     | Voix, piano                                                        | 1819                 | poème de Goethe |
| 674    | Prometheus (« Prométhée ») | si M     | Voix, piano                                                        | 1819                 | poème de Goethe |
| 675    | Ouverture | fa M     | Piano à 4 mains                                                    | 1819                 | |
| 676    | Troisième offertoire (« Salve Regina ») | la M     | Soprano, orchestre                                                 | 1819                 | |
| 677    | Die Götter Griechenlands (« Les dieux de la Grèce »)                                                                                         | la m     | Voix, piano                                                        | 1819                 | poème de Schiller (deux versions) |
| 678    | Messe no 5 | la M     | Solistes, chœur, orgue, orchestre                                  | 1819 - 1822          | |
| 679    | Deux Ländler | mi M     | Piano                                                              | c. 1820              | nouveau numéro : D. 980B |
| 680    | Deux Ländler | ré M     | Piano                                                              | c. 1820              | nouveau numéro : D. 980C |
| 681    | Huit ländler |          | Piano                                                              | c. 1820              | les quatre premiers sont perdus |
| 682    | Über allen Zauber Liebe (« L'enchantement de l'amour sur toute chose »)                                                                      | sol M    | Voix, piano                                                        | c. 1820              | poème de Mayrhofer (inachevé) |
| 683    | Die Wolkenbraut (« La fiancée des nuages »)                                                                                                  |          | Voix, piano                                                        | ?                    | poème de Schober (perdu) |
| 684    | Die Sterne (« Les étoiles ») | mi M     | Voix, piano                                                        | 1820                 | poème de F. Schlegel |
| 685    | Morgenlied (« Chant du matin ») | la m     | Voix, piano                                                        | 1820                 | poème de Werner |
| 686    | Frühlingsglaube (« Foi printanière ») | la M     | Voix, piano                                                        | 1820                 | poème de Uhland (deux versions) |
| 687    | Nachthymne (« Hymne à la nuit ») | ré M     | Voix, piano                                                        | 1820                 | poème de Novalis |
| 688    | Quatre chansons italiennes |          | Voix, piano                                                        | 1820                 | sur des textes de Vittorelli et de Métastase |
| 689    | Lazarus, oder die Feier der Auferstehung (« Lazare, ou la fête de la résurrection »)                                                         |          | Solistes, chœur, orchestre                                         | 1820                 | cantate pascale en trois actes poème de Niemeyer (inachevée) |
| 690    | Abendröte (« Crépuscules ») | la M     | Voix, piano                                                        | 1820                 | poème de F. Schlegel |
| 691    | Die Vögel (« Les oiseaux ») | la M     | Voix, piano                                                        | 1820                 | poème de F. Schlegel, d'après le poème Abendröte |
| 692    | Der Knabe (« Le garçon ») | la M     | Voix, piano                                                        | 1820                 | poème de F. Schlegel, d'après le poème Abendröte |
| 693    | Der Fluss (« La rivière ») | si M     | Voix, piano                                                        | 1820                 | poème de F. Schlegel, d'après le poème Abendröte |
| 694    | Der Schiffer (« Le marin ») | ré M     | Voix, piano                                                        | 1820                 | poème de F. Schlegel |
| 695    | Namenstagslied (« Chant du jour de fête »)                                                                                                   | la M     | Voix, piano                                                        | 1820                 | poème de Stadler |
| 696    | Six antiennes pour le Dimanche des Rameaux                                                                                                   |          | Chœur                                                              | 1820                 | |
| 697    | Cinq écossaises | la M     | Piano                                                              | 1820                 | |
| 698    | Des Fräuleins Liebeslauschen (« La sérénade de la jeune fille »)                                                                             | la M     | Voix, piano                                                        | 1820                 | poème de Schlechta |
| 699    | Der entsühnte Orest (« Oreste absous ») | ut M     | Voix, piano                                                        | 1820                 | poème de Mayrhofer |
| 700    | Freiwilliges Versinken (« Naufrage volontaire »)                                                                                             | ré m     | Voix, piano                                                        | 1820                 | poème de Mayrhofer |
| 701    | Sakontala |          | opéra                                                              | 1820                 | poème de J. P. Neumann (esquisses de deux actes seulement) |
| 702    | Der Jüngling auf dem Hügel (« Le jeune homme sur la colline »)                                                                               | sol M    | Voix, piano                                                        | 1820                 | poème de Heinrich Hüttenbrenner |
| 703    | Quatuor à cordes no 12 « Quartettsatz » | ut m     | 2 violons, alto, violoncelle                                       | 1820                 | (Allegro suivi d'un Andante inachevé) |
| 704    | Gesang der Geister über den Wassern (« Chant des esprits au-dessus des eaux »)                                                               | ut M     | 4 ténors, 4 basses, 2 altos, 2 violoncelles                        | 1820                 | poème de Goethe (première esquisse) |
| 705    | Gesang der Geister über den Wassern (« Chant des esprits au-dessus des eaux »)                                                               | ut m     | 2 ténors, 2 basses, piano                                          | 1820                 | poème de Goethe (deuxième esquisse, cf. D. 704) |
| 706    | Psaume XXIII | la M     | 2 sopranos, 2 altos, piano                                         | 1820                 | sur une traduction de Moses Mendelssohn |
| 707    | Der zürnenden Diana (« À Diane courroucée »)                                                                                                 | la M     | Voix, piano                                                        | 1820                 | poème de Mayrhofer (deux versions) |
| 708    | Im Walde (« En forêt ») | mi M     | Voix, piano                                                        | 1820                 | poème de F. Schlegel |
| 708 A  | Symphonie | ré M     | Orchestre                                                          | c. 1821              | esquisses |
| 709    | Frühlingsgesang (« Chant de printemps ») | ré M     | 2 ténors, 2 basses                                                 | c. 1821              | poème de Schober (première version) |
| 710    | Im Gegenwärtigen Vergangenes (« En présence du passé »)                                                                                      | ré M     | 2 ténors, 2 basses, piano                                          | 1817                 | poème de Goethe, d'après le recueil de poèmes West-östlicher Divan |
| 711    | Lob der Thränen (« Éloge des larmes ») | ré M     | Voix, piano                                                        | 1821 (?)             | poème de A. W. Schlegel |
| 712    | Die gefangenen Sänger (« Les chanteurs captifs »)                                                                                            | sol M    | Voix, piano                                                        | 1821                 | traduit par A. W. Schlegel |
| 713    | Der Unglückliche (« Le malheureux ») | si m     | Voix, piano                                                        | 1821                 | poème de Karoline Pichler |
| 714    | Gesang der Geister über den Wassern (« Chant des esprits au-dessus des eaux »)                                                               | ut M     | 4 ténors, 4 basses, 2 altos, 2 violoncelles, contrebasse           | 1821                 | poème de Goethe (version finale, cf. D. 704 et D. 705) |
| 715    | Versunken (« Englouti ») | la M     | Voix, piano                                                        | 1821                 | poème de Goethe, d'après le recueil de poèmes West-östlicher Divan |
| 716    | Grenzen der Menschheit (« Limites de l'humanité »)                                                                                           | mi M     | Voix, piano                                                        | 1821                 | poème de Goethe |
| 717    | Suleika II (« Vent d'ouest ») | si M     | Voix, piano                                                        | 1821                 | poème de Goethe, d'après le recueil de poèmes West-östlicher Divan |
| 718    | Variation | ut m     | Piano                                                              | 1821                 | sur une valse de Diabelli |
| 719    | Geheimes (« Confidence ») | la M     | Voix, piano                                                        | 1821                 | poème de Goethe, d'après le recueil de poèmes West-östlicher Divan |
| 720    | Suleika I (« Vent d'est ») | si m     | Voix, piano                                                        | 1821                 | poème de Goethe, d'après le recueil de poèmes West-östlicher Divan |
| 721    | Mahomet's Gesang (« Chant de Mahomet ») | ut m     | Voix, piano                                                        | 1821                 | poème de Goethe (deuxième version, cf. D. 549) (fragment) |
| 722    | Danse allemande | sol M    | Piano                                                              | 1821                 | |
| 723    | Aria et Duo |          | Ténor, basse, orchestre                                            | 1821                 | insérés dans l'opéra La Clochette de Hérold |
| 724    | Die Nachtigall (« Le rossignol ») | ré M     | 2 ténors, 2 basses                                                 | 1821                 | poème de J. K. Unger |
| 725    | Linde Lüfte wehen(« De douces brises soufflent »)                                                                                            | si m     | Mezzo-soprano, ténor, piano                                        | 1821                 | sur un texte d'un auteur inconnu (fragment) |
| 726    | « Heiss mich nicht reden ! » Lied der Mignon I (« Ne me dis pas de parler », Chant de Mignon I)                                              | si m     | Voix, piano                                                        | 1821                 | poème de Goethe, d'après le roman Wilhelm Meister (première version) |
| 727    | « So lasst mich scheinen », Lied der Mignon II (« Laissez-moi briller », Chant de Mignon II)                                                 | si m     | Voix, piano                                                        | 1821                 | poème de Goethe, d'après le roman Wilhelm Meister (troisième version, cf. D. 469)                                                                                       |
| 728    | Johanna Sebus | ré m     | Voix, piano                                                        | 1821                 | poème de Goethe (fragment) |
| 729    | Symphonie no 7 | mi M     | Orchestre                                                          | 1821                 | orchestration incomplète |
| 730    | Tantum ergo | si M     | Solistes, chœur, orchestre                                         | 1821                 | |
| 731    | Der Blumen Schmerz (« La douleur des fleurs »)                                                                                               | mi m     | Voix, piano                                                        | 1821                 | poème de Mayláth |
| 732    | Alfonso und Estrella (« Alfonso et Estrella »)                                                                                               |          | opéra en trois actes                                               | 1821 - 1822          | sur un livret de Schober |
| 733    | Trois marches militaires |          | Piano à 4 mains                                                    | c. 1822              | |
| 734    | Seize ländler et deux écossaises |          | Piano                                                              | c. 1822              | « Hommage aux belles Viennoises » |
| 735    | Galop et huit écossaises |          | Piano                                                              | c. 1822              | |
| 736    | Ihr Grab (« Sa tombe ») | mi M     | Voix, piano                                                        | 1822 (?)             | poème de Richard Roos (K. A. Engelhardt) |
| 737    | An die Leier (« À la lyre ») | ut m     | Voix, piano                                                        | 1822 (?)             | poème de Bruchmann, d'après Anacréon |
| 738    | Im Haine (« Dans le bosquet ») | la M     | Voix, piano                                                        | 1822 (?)             | poème de Bruchmann |
| 739    | Tantum ergo | ut M     | Chœur, orgue, orchestre                                            | 1822                 | |
| 740    | Frühlingsgesang (« Chant de printemps ») | ré M     | 2 ténors, 2 basses, piano                                          | 1822                 | poème de Schober (deuxième version, cf. D. 709) |
| 741    | Sei mir gegrüsst (« Je te salue ») | si M     | Voix, piano                                                        | 1822                 | poème de Rückert |
| 742    | Der Wachtelschlag (« Le cri de la caille »)                                                                                                  | la M     | Voix, piano                                                        | 1822                 | poème de Sauter |
| 743    | Selige Welt (« Monde bienheureux ») | la M     | Voix, piano                                                        | 1822                 | poème de Senn |
| 744    | Schwanengesang (« Chant du cygne ») | la M     | Voix, piano                                                        | 1822                 | poème de Senn |
| 745    | Die Rose (« La rose ») | sol M    | Voix, piano                                                        | 1822                 | poème de F. Schlegel, d'après le poème Abendröte (deux versions) |
| 746    | Am See (« Au bord du lac ») | mi M     | Voix, piano                                                        | 1822 - 1823          | poème de Bruchmann |
| 747    | Geist der Liebe (« Esprit de l'amour ») | ut M     | 2 ténors, 2 basses                                                 | 1822                 | poème de Matthisson |
| 748    | Am Geburtstage des Kaisers (« Pour l'anniversaire de l'Empereur »)                                                                           | si M     | Solistes, chœur, orchestre                                         | 1822                 | poème de Deinhardstein |
| 749    | An Herrn Josef von Spaun (« À M. Josef von Spaun »)                                                                                          | fa m     | Voix, piano                                                        | 1822                 | poème de M. von Collin |
| 750    | Tantum ergo | ré M     | Chœur, orgue, orchestre                                            | 1822                 | |
| 751    | Die Liebe hat gelogen (« L'amour a menti »)                                                                                                  | ut m     | Voix, piano                                                        | 1822                 | poème de Platen-Hallermünde |
| 752    | Nachtviolen (« Julienne des dames ») | ut M     | Voix, piano                                                        | 1822                 | poème de Mayrhofer |
| 753    | Aus Heliopolis I (« D'Héliopolis I ») | mi m     | Voix, piano                                                        | 1822                 | poème de Mayrhofer |
| 754    | Aus Heliopolis II (« D'Héliopolis II ») | ut m     | Voix, piano                                                        | 1822                 | poème de Mayrhofer |
| 755    | Messe | la m     | Chœur, orchestre                                                   | 1822                 | fragment |
| 756    | Du liebst mich nicht (« Tu ne m'aimes pas »)                                                                                                 | la m     | Voix, piano                                                        | 1822                 | poème de Platen-Hallermünde (deux versions) |
| 757    | Gott in der Natur (« Dieu dans la nature »)                                                                                                  | ut M     | 2 sopranos, 2 altos, piano                                         | 1822                 | poème de von Kleist |
| 758    | Todesmusik (« Musique funèbre ») | sol M    | Voix, piano                                                        | 1822                 | poème de Schober |
| 759    | Symphonie no 8 « Inachevée » | si m     | Orchestre                                                          | 1822                 | deux mouvements complets suivis d'un scherzo inachevé |
| 759 A  | Ouverture | ré M     | Piano                                                              | 1822                 | arrangement de l'ouverture de Alfonso und Estrella D. 732 |
| 760    | Fantaisie pour piano « Wanderer » | ut M     | Piano                                                              | 1822                 | le thème du deuxième mouvement est issu du lied D. 493 |
| 761    | Schatzgräbers Begehr (« Désir du chercheur de trésor »)                                                                                      | ré m     | Voix, piano                                                        | 1822                 | poème de Schober (deux versions) |
| 762    | Schwestergruss (« Salut de la sœur ») | fa m     | Voix, piano                                                        | 1822                 | poème de Bruchmann |
| 763    | Geburtstagshymne (« Hymne d'anniversaire »)                                                                                                  | la M     | Soprano, alto, ténor, basse, piano                                 | 1822                 | sur un texte d'un auteur inconnu |
| 764    | Der Musensohn (« Le fils des muses ») | sol M    | Voix, piano                                                        | 1822                 | poème de Goethe (deux versions) |
| 765    | An die Entfernte (« À celle qui est loin »)                                                                                                  | sol M    | Voix, piano                                                        | 1822                 | poème de Goethe (deux versions) |
| 766    | Am Flusse (« Au bord du fleuve ») | ré M     | Voix, piano                                                        | 1822                 | poème de Goethe (deuxième version, cf. D. 160) |
| 767    | Willkommen und Abschied (« Bienvenue et adieu »)                                                                                             | ut M     | Voix, piano                                                        | 1822                 | poème de Goethe (deux versions) |
| 768    | Wandrers Nachtlied (« Chant nocturne du voyageur »)                                                                                          | si M     | Voix, piano                                                        | c. 1823              | poème de Goethe |
| 769    | Deux danses allemandes |          | Piano                                                              | 1823 (?)             | |
| 769 A  | Allegro | mi m     | Piano                                                              | 1823 (?)             | début d'une sonate pour piano (anc. D. 994) |
| 770    | Drang in die Ferne (« Elan vers le lointain »)                                                                                               | la m     | Voix, piano                                                        | 1823 (?)             | poème de Leitner |
| 771    | Der Zwerg (« Le nain ») | la m     | Voix, piano                                                        | c. 1822              | poème de M. von Collin |
| 772    | Wehmut (« Mélancolie ») | ré m     | Voix, piano                                                        | 1823 (?)             | poème de M. von Collin |
| 773    | Ouverture | ré M     | Piano à 4 mains                                                    | 1822                 | arrangement de l'ouverture de Alfonso und Estrella D. 732 |
| 774    | Auf dem Wasser zu singen (« À chanter sur l'eau »)                                                                                           | la M     | Voix, piano                                                        | 1823                 | poème de Stolberg |
| 775    | Dass die hier gewesen (« Qu'elle fut ici »)                                                                                                  | ut M     | Voix, piano                                                        | 1823                 | poème de Rückert |
| 776    | Du bist die Ruh (« Tu es le repos ») | mi M     | Voix, piano                                                        | 1823                 | poème de Rückert |
| 777    | Lachen und Weinen (« Rires et larmes ») | la M     | Voix, piano                                                        | 1823                 | poème de Rückert |
| 778    | Greisengesang (« Chant du vieillard ») | si m     | Voix, piano                                                        | 1823                 | poème de Rückert |
| 778 A  | Die Wallfahrt (« Le pèlerinage ») | fa m     | Voix, piano                                                        | 1823                 | poème de Rückert |
| 778 B  | Ich hab in mich gesogen (« Je me suis tant abreuvé »)                                                                                        |          | Soprano, alto, ténor, basse                                        | 1823 (?)             | poème de Rückert |
| 779    | Trente-quatre valses dites « Valses sentimentales »                                                                                          |          | Piano                                                              | 1823 - 1825          | |
| 780/1  | Moderato | ut M     | Piano                                                              | 1823                 | premier des Six moments musicaux, D. 780 |
| 780/2  | Andantino | la M     | Piano                                                              | 1823                 | deuxième des Six moments musicaux, D. 780 |
| 780/3  | Allegro moderato « Air russe » | fa m     | Piano                                                              | 1823                 | troisième des Six moments musicaux, D. 780 |
| 780/4  | Moderato | ut m     | Piano                                                              | 1823                 | quatrième des Six moments musicaux, D. 780 |
| 780/5  | Allegro vivace | fa m     | Piano                                                              | 1823                 | cinquième des Six moments musicaux, D. 780 |
| 780/6  | Allegretto | la M     | Piano                                                              | 1823                 | sixième des Six moments musicaux, D. 780 |
| 781    | Onze écossaises |          | Piano                                                              | 1823                 | |
| 782    | Écossaise | ré M     | Piano                                                              | 1823                 | |
| 783    | Seize Ländler et deux écossaises |          | Piano                                                              | 1823 - 1824          | |
| 784    | Sonate pour piano no 14 | la m     | Piano                                                              | 1823                 | |
| 785    | Der zürnende Barde (« Le barde courroucé »)                                                                                                  | sol m    | Voix, piano                                                        | 1823                 | poème de Bruchmann |
| 786    | Viola (« Violette ») | la M     | Voix, piano                                                        | 1823                 | poème de Schober |
| 787    | Die Verschworenen - Der Haülische Krieg (« Les conjurées - La guerre domestique »)                                                           |          | singspiel en un acte                                               | 1823                 | sur un livret de Castelli |
| 788    | Die Mutter Erde (« La Terre mère ») | la m     | Voix, piano                                                        | 1823                 | poème de Stolberg |
| 789    | Pilgerweise (« Chant du pèlerin ») | fa m     | Voix, piano                                                        | 1823                 | poème de Schober |
| 790    | Douze Ländler |          | Piano                                                              | 1823                 | |
| 791    | Rüdiger |          | Ténor, chœur d'hommes, orchestre                                   | 1823                 | esquisses pour un opéra sur un livret d'un auteur inconnu |
| 792    | Vergissmeinnicht (« Myosotis ») | fa m     | Voix, piano                                                        | 1823                 | poème de Schober |
| 793    | Das Geheimnis (« Le secret ») | sol M    | Voix, piano                                                        | 1823                 | poème de Schiller (deuxième version, cf. D. 250) |
| 794    | Der Pilgrim (« Le pèlerin ») | mi M     | Voix, piano                                                        | 1823                 | poème de Schiller |
| 795/1  | Das Wandern (« Le voyage ») | si M     | Voix, piano                                                        | 1823                 | premier lied du cycle Die schöne Müllerin (« La Belle Meunière »), D. 795 sur des poèmes de Wilhelm Müller                                                              |
| 795/2  | Wohin ? (« Vers où ? ») | sol M    | Voix, piano                                                        | 1823                 | deuxième lied du cycle Die schöne Müllerin (« La Belle Meunière »), D. 795 sur des poèmes de Wilhelm Müller                                                             |
| 795/3  | Halt ! (« Halte ! ») | ut M     | Voix, piano                                                        | 1823                 | troisième lied du cycle Die schöne Müllerin (« La Belle Meunière »), D. 795 sur des poèmes de Wilhelm Müller                                                            |
| 795/4  | Danksagung an den Bach (« Remerciements au ruisseau »)                                                                                       | sol M    | Voix, piano                                                        | 1823                 | quatrième lied du cycle Die schöne Müllerin (« La Belle Meunière »), D. 795 sur des poèmes de Wilhelm Müller                                                            |
| 795/5  | Am Feierabend (« À la veillée ») | la m     | Voix, piano                                                        | 1823                 | cinquième lied du cycle Die schöne Müllerin (« La Belle Meunière »), D. 795 sur des poèmes de Wilhelm Müller                                                            |
| 795/6  | Der Neugierige (« Le curieux ») | si M     | Voix, piano                                                        | 1823                 | sixième lied du cycle Die schöne Müllerin (« La Belle Meunière »), D. 795 sur des poèmes de Wilhelm Müller                                                              |
| 795/7  | Ungeduld (« Impatience ») | la M     | Voix, piano                                                        | 1823                 | septième lied du cycle Die schöne Müllerin (« La Belle Meunière »), D. 795 sur des poèmes de Wilhelm Müller                                                             |
| 795/8  | Morgengruss (« Salut matinal ») | ut M     | Voix, piano                                                        | 1823                 | huitième lied du cycle Die schöne Müllerin (« La Belle Meunière »), D. 795 sur des poèmes de Wilhelm Müller                                                             |
| 795/9  | Des Müllers Blumen (« Les fleurs du meunier »)                                                                                               | la M     | Voix, piano                                                        | 1823                 | neuvième lied du cycle Die schöne Müllerin (« La Belle Meunière »), D. 795 sur des poèmes de Wilhelm Müller                                                             |
| 795/10 | Thränenregen (« Pluie de larmes ») | la M     | Voix, piano                                                        | 1823                 | dixième lied du cycle Die schöne Müllerin (« La Belle Meunière »), D. 795 sur des poèmes de Wilhelm Müller                                                              |
| 795/11 | Mein ! (« Mienne ! ») | ré M     | Voix, piano                                                        | 1823                 | onzième lied du cycle Die schöne Müllerin (« La Belle Meunière »), D. 795 sur des poèmes de Wilhelm Müller                                                              |
| 795/12 | Pause | si M     | Voix, piano                                                        | 1823                 | douzième lied du cycle Die schöne Müllerin (« La Belle Meunière »), D. 795 sur des poèmes de Wilhelm Müller                                                             |
| 795/13 | Mit dem grünen Lautenbande (« Avec le ruban vert du luth »)                                                                                  | si M     | Voix, piano                                                        | 1823                 | treizième lied du cycle Die schöne Müllerin (« La Belle Meunière »), D. 795 sur des poèmes de Wilhelm Müller                                                            |
| 795/14 | Der Jäger (« Le chasseur ») | ut m     | Voix, piano                                                        | 1823                 | quatorzième lied du cycle Die schöne Müllerin (« La Belle Meunière »), D. 795 sur des poèmes de Wilhelm Müller                                                          |
| 795/15 | Eifersucht und Stolz (« Jalousie et fierté »)                                                                                                | sol m    | Voix, piano                                                        | 1823                 | quinzième lied du cycle Die schöne Müllerin (« La Belle Meunière »), D. 795 sur des poèmes de Wilhelm Müller                                                            |
| 795/16 | Die liebe Farbe (« La couleur chérie ») | si m     | Voix, piano                                                        | 1823                 | seizième lied du cycle Die schöne Müllerin (« La Belle Meunière »), D. 795 sur des poèmes de Wilhelm Müller                                                             |
| 795/17 | Die böse Farbe (« La mauvaise couleur ») | si M     | Voix, piano                                                        | 1823                 | dix-septième lied du cycle Die schöne Müllerin (« La Belle Meunière »), D. 795 sur des poèmes de Wilhelm Müller                                                         |
| 795/18 | Trockne Blumen (« Fleurs séchées ») | mi m     | Voix, piano                                                        | 1823                 | dix-huitième lied du cycle Die schöne Müllerin (« La Belle Meunière »), D. 795 sur des poèmes de Wilhelm Müller                                                         |
| 795/19 | Der Müller und der Bach (« Le meunier et le ruisseau »)                                                                                      | sol m    | Voix, piano                                                        | 1823                 | dix-neuvième lied du cycle Die schöne Müllerin (« La Belle Meunière »), D. 795 sur des poèmes de Wilhelm Müller                                                         |
| 795/20 | Des Baches Wiegenlied (« La berceuse du ruisseau »)                                                                                          | mi M     | Voix, piano                                                        | 1823                 | vingtième et dernier lied du cycle Die schöne Müllerin (« La Belle Meunière »), D. 795 sur des poèmes de Wilhelm Müller                                                 |
| 796    | Fierabras |          | opéra en trois actes                                               | 1823                 | sur un livret de Kupelwieser |
| 797    | Rosamunde, Fürstin von Cypern (« Rosamunde, Princesse de Chypre »)                                                                           |          | Contralto, chœur, orchestre                                        | 1823                 | musique de scène pour un drame romantique en quatre actes de Helmina von Chézy (le premier entr'acte pourrait être le finale manquant de la Symphonie Inachevée D. 759) |
| 798    | Ouverture | fa m     | Piano à 4 mains                                                    | c. 1824              | arrangement de l'ouverture de Fierabras D. 796 |
| 799    | Im Abendrot (« Au crépuscule ») | la M     | Voix, piano                                                        | 1824 (?)             | poème de Lappe |
| 800    | Der Einsame (« Le solitaire ») | sol M    | Voix, piano                                                        | 1824 (?)             | poème de Lappe |
| 801    | Dithyrambe | la M     | Voix, piano                                                        | 1824                 | poème de Schiller |
| 802    | Introduction et variations pour flûte et piano sur Trockne Blumen                                                                            | mi m     | Flûte, piano                                                       | 1824                 | sur le thème de Trockne Blumen D. 795/18 |
| 803    | Octuor pour cordes et vents | fa M     | 2 violons, alto, violoncelle, contrebasse, clarinette, basson, cor | 1824                 | |
| 804    | Quatuor à cordes no 13 « Rosamunde » | la m     | 2 violons, alto, violoncelle                                       | 1824                 | le thème du deuxième mouvement est issu du troisième entr'acte de Rosamunde D. 797                                                                                      |
| 805    | Der Sieg (« Victoire ») | fa M     | Voix, piano                                                        | 1824                 | poème de Mayrhofer |
| 806    | Abendstern (« Étoile du soir ») | la m     | Voix, piano                                                        | 1824                 | poème de Mayrhofer |
| 807    | Auflösung (« Dissolution ») | sol M    | Voix, piano                                                        | 1824                 | poème de Mayrhofer |
| 808    | Gondelfahrer (« Le gondolier ») | ut M     | Voix, piano                                                        | 1824                 | poème de Mayrhofer |
| 809    | Der Gondelfahrer (« Le gondolier ») | ut M     | 2 ténors, 2 basses, piano                                          | 1824                 | poème de Mayrhofer |
| 810    | Quatuor à cordes no 14 « La Jeune Fille et la Mort »                                                                                         | ré m     | 2 violons, alto, violoncelle                                       | 1824 - 1826          | le thème du deuxième mouvement est issu du lied D. 531 |
| 811    | Salve Regina | ut M     | 2 ténors, 2 basses                                                 | 1824                 | |
| 812    | Sonate pour piano à quatre mains no 2 « Grand Duo »                                                                                          | ut M     | Piano à 4 mains                                                    | 1824                 | pourrait être l'arrangement de la symphonie perdue dite « de Gmunden-Gastein » D. 849                                                                                   |
| 813    | Huit variations sur un thème original | la M     | Piano à 4 mains                                                    | 1824                 | |
| 814    | Quatre Ländler |          | Piano à 4 mains                                                    | 1824                 | |
| 815    | Gebet (« Prière ») | la M     | Soprano, alto, ténor, basse, piano                                 | 1824                 | poème de La Motte-Fouqué |
| 816    | Trois écossaises |          | Piano                                                              | 1824                 | |
| 817    | Mélodie hongroise | si m     | Piano                                                              | 1824                 | |
| 818    | Divertissement à la hongroise | sol m    | Piano à 4 mains                                                    | 1824                 | le thème du troisième mouvement est issu de la Mélodie hongroise, D. 817                                                                                                |
| 819    | Six grandes marches avec trios |          | Piano à 4 mains                                                    | 1824                 | |
| 820    | Six Ländler |          | Piano                                                              | 1824                 | |
| 821    | Sonate pour arpeggione et piano | la m     | Arpeggione ou violoncelle, piano                                   | 1824                 | |
| 822    | Lied eines Kriegers (« Chant d'un guerrier »)                                                                                                | la M     | Basse, chœur à l'unisson                                           | 1824                 | sur un texte d'un auteur inconnu |
| 823    | Divertissement sur des thèmes originaux français                                                                                             | mi m     | Piano à 4 mains                                                    | c. 1825              | |
| 824    | Six polonaises |          | Piano à 4 mains                                                    | c. 1825              | |
| 825    | Wehmut (« Mélancolie ») | si M     | 2 ténors, 2 basses                                                 | c. 1825              | poème de Heinrich Hüttenbrenner |
| 825 A  | Ewige Liebe (« Amour éternel ») | ut M     | 2 ténors, 2 basses                                                 | c. 1825              | poème de Schulze |
| 825 B  | Flucht (« Evasion ») | ut M     | 2 ténors, 2 basses                                                 | c. 1825              | poème de Lappe |
| 826    | Der Tanz (« La danse ») | ut M     | Soprano, alto, ténor, basse, piano                                 | 1825 (?)             | poème de Schnitzer von Meerau |
| 827    | Nacht und Träume (« Nuit et rêves ») | si M     | Voix, piano                                                        | 1825 (?)             | poème de M. von Collin |
| 828    | Die junge Nonne (« La jeune nonne ») | fa m     | Voix, piano                                                        | 1825                 | poème de Craigher de Jachelutta |
| 829    | Abschied von der Erde (« Adieu à la Terre »)                                                                                                 | fa M     | Voix, piano                                                        | 1825 - 1826          | mélodrame sur un texte d'Adolf von Pratobevera, d'après la pièce Der Falke                                                                                              |
| 830    | Lied der Anne Lyle (« Chant d'Anne Lyle »)                                                                                                   | ut m     | Voix, piano                                                        | 1825                 | poème de Walter Scott, d'après le roman A Legend of Montrose |
| 831    | Gesang der Norna (« Chant de Norna ») | fa m     | Voix, piano                                                        | 1825                 | poème de Walter Scott, d'après le roman The Pirate |
| 832    | Des Sängers Habe (« Les biens du chanteur »)                                                                                                 | si M     | Voix, piano                                                        | 1825                 | poème de Schlechta |
| 833    | Der blinde Knabe (« L'enfant aveugle ») | si M     | Voix, piano                                                        | 1825                 | poème de Colley Cibber |
| 834    | Im Walde (« En forêt ») | si m     | Voix, piano                                                        | 1825                 | poème de Schulze |
| 835    | Bootgesang (« Chant sur le bateau ») | ut m     | 2 ténors, 2 basses, piano                                          | 1825                 | poème de Walter Scott, d'après le poème The Lady of the Lake |
| 836    | Coronach | fa m     | 2 sopranos, alto, piano                                            | 1825                 | poème de Walter Scott, d'après le poème The Lady of the Lake |
| 837    | Ellens Gesang I (« Chant d'Ellen I ») | ré M     | Voix, piano                                                        | 1825                 | poème de Walter Scott, d'après le poème The Lady of the Lake |
| 838    | Ellens Gesang II (« Chant d'Ellen II ») | mi M     | Voix, piano                                                        | 1825                 | poème de Walter Scott, d'après le poème The Lady of the Lake |
| 839    | Ellens Gesang III (« Chant d'Ellen III ») | si M     | Voix, piano                                                        | 1825                 | poème de Walter Scott, d'après le poème The Lady of the Lake |
| 840    | Sonate pour piano no 15 « Reliquie » | ut M     | Piano                                                              | 1825                 | les deux derniers mouvements sont incomplets |
| 841    | Deux danses allemandes |          | Piano                                                              | 1825                 | |
| 842    | Totengräbers Heimwehe (« Nostalgie du fossoyeur »)                                                                                           | fa m     | Voix, piano                                                        | 1825                 | poème de Craigher de Jachelutta |
| 843    | Lied des gefangenen Jägers (« Chant du chasseur prisonnier »)                                                                                | ré m     | Voix, piano                                                        | 1825                 | poème de Walter Scott, d'après le poème The Lady of the Lake |
| 844    | Valse « Albumblatt » | sol M    | Piano                                                              | 1825                 | |
| 845    | Sonate pour piano no 16 | la m     | Piano                                                              | 1825                 | « Première grande sonate » (première sonate pour piano publiée par Schubert de son vivant)                                                                              |
| 846    | Normans Gesang (« Chant de Norman ») | ut m     | Voix, piano                                                        | 1825                 | poème de Walter Scott, d'après le poème The Lady of the Lake |
| 847    | Trinklied aus dem XVI. Jahrhundert (« Chanson à boire du XVIe siècle »)                                                                      | ut M     | 2 ténors, 2 basses                                                 | 1825                 | sur un texte en latin de Franz Gräffer |
| 848    | Nachtmusik (« Musique de nuit ») | ut M     | 2 ténors, 2 basses                                                 | 1825                 | sur un texte en latin de Seckendorf |
| 849    | Symphonie « de Gmunden-Gastein » |          | Orchestre                                                          | 1825                 | perdue, correspond peut-être au Grand Duo D. 812 ou à la Symphonie D. 944                                                                                               |
| 850    | Sonate pour piano no 17 | ré M     | Piano                                                              | 1825                 | « Seconde grande sonate » (deuxième sonate pour piano publiée par Schubert de son vivant)                                                                               |
| 851    | Das Heimweh (« Le mal du pays ») | la m     | Voix, piano                                                        | 1825                 | poème de J. L. Pyrker (deux versions) |
| 852    | Die Allmacht (« Le tout-puissant ») | ut M     | Voix, piano                                                        | 1825                 | poème de J. L. Pyrker |
| 853    | Auf der Bruck (« Sur le Bruck ») | la M     | Voix, piano                                                        | 1825                 | poème de Schulze |
| 854    | Fülle der Liebe (« Abondance d'amour ») | la M     | Voix, piano                                                        | 1825                 | poème de F. Schlegel |
| 855    | Wiedersehen (« Réunion ») | sol M    | Voix, piano                                                        | 1825                 | poème de A. W. Schlegel |
| 856    | Abendlied für die Entfernte (« Chant du soir pour la bien-aimée lointaine »)                                                                 | fa M     | Voix, piano                                                        | 1825                 | poème de A. W. Schlegel |
| 857    | Deux scènes de la pièce Lacrimas |          | Soprano, ténor, piano                                              | 1825                 | sur des textes de Wilhelm von Schütz |
| 858    | Marche |          | 2 pianos à 4 mains                                                 | 1825                 | authenticité douteuse |
| 859    | Marche | ut m     | Piano à 4 mains                                                    | 1825                 | « Grande Marche funèbre à l'occasion de la mort de Sa Majesté Alexandre Premier, Empereur de toutes les Russies »                                                       |
| 860    | An mein Herz (« À mon cœur ») | la m     | Voix, piano                                                        | 1825                 | poème de Schulze |
| 861    | Der liebliche Stern (« La belle étoile ») | sol M    | Voix, piano                                                        | 1825                 | poème de Schulze |
| 862    | Um Mitternacht (« À minuit ») | si M     | Voix, piano                                                        | 1825                 | poème de Schulze |
| 863    | An Gott (« À Dieu ») |          | Voix, piano                                                        | c. 1826              | poème de Hohfeld (perdu) |
| 864    | Das Totenhemdchen (« Le petit linceul ») |          | Voix, piano                                                        | c. 1826              | poème de Bauernfeld (perdu) |
| 865    | Widerspruch (« Contradiction ») | ré M     | 2 ténors, 2 basses, piano                                          | 1826 (?)             | poème de Seidl |
| 866/1  | Die Unterscheidung (« La différence ») | sol M    | Voix, piano                                                        | 1826 (?)             | premier des quatre Refrains-Lieder, D. 866 sur des textes de Seidl |
| 866/2  | Bei dir allein (« Près de toi seule ») | la M     | Voix, piano                                                        | 1826 (?)             | deuxième des quatre Refrains-Lieder, D. 866 sur des textes de Seidl |
| 866/3  | Die Männer sine méchant (« Les hommes sont méchants »)                                                                                       | la m     | Voix, piano                                                        | 1826 (?)             | troisième des quatre Refrains-Lieder, D. 866 sur des textes de Seidl |
| 866/4  | Irdisches Glück (« Bonheur terrestre ») | ré m     | Voix, piano                                                        | 1826 (?)             | quatrième des quatre Refrains-Lieder, D. 866 sur des textes de Seidl |
| 867    | Wiegenlied (« Berceuse ») | la M     | Voix, piano                                                        | 1826 (?)             | poème de Seidl |
| 868    | Das Echo (« L'écho ») | si M     | Voix, piano                                                        | 1826 (?)             | poème de Castelli (nouveau numéro : D. 990C) |
| 869    | Totengräber-Weise (« Mélodie du fossoyeur »)                                                                                                 | fa m     | Voix, piano                                                        | 1826                 | poème de Schlechta |
| 870    | Der Wanderer an den Mond (« Le voyageur à la lune »)                                                                                         | sol m    | Voix, piano                                                        | 1826                 | poème de Seidl |
| 871    | Das Zügenglöcklein (« La clochette funèbre »)                                                                                                | la M     | Voix, piano                                                        | 1826                 | poème de Seidl |
| 872    | Gesänge zur feier des heiligen Opfers der Messe (« Chants pour célébrer le saint sacrifice de la Messe ») dit « Deutsche Messe »             |          | Chœur, vents, orgue                                                | 1826 - 1827          | sur des textes de J. P. Neumann |
| 873    | Canon a sei | la M     |                                                                    | 1826                 | |
| 873 A  | Nachklänge (« Échos ») |          | Soprano, alto, ténor, basse                                        | 1826 (?)             | poème de Joseph von Eichendorff (esquisse) |
| 874    | Die Blume und der Quell (« La fleur et la source »)                                                                                          | sol M    | Voix, piano                                                        | 1826                 | poème de Schulze (esquisse) |
| 875    | Mondenschein (« Clair de lune ») | la M     | 2 ténors, 3 basses, piano                                          | 1826                 | poème de Schober |
| 875 A  | Die Allmacht (« Le tout-puissant ») |          | Soprano, alto, ténor, basse, piano                                 | 1826                 | poème de J. L. Pyrker (esquisse ; deuxième version, cf. D. 852) |
| 876    | Tiefes Leid (« Profonde douleur ») | mi m     | Voix, piano                                                        | 1826                 | poème de Schulze |
| 877/1  | Mignon und der Harfner (« Mignon et le harpiste »)                                                                                           | si m     | Soprano, ténor, piano                                              | 1826                 | poème de Goethe, d'après le roman Wilhelm Meister |
| 877/2  | « Heiss mich nicht reden », Lied der Mignon I (« Ne me dis pas de parler », Chant de Mignon I)                                               | mi m     | Voix, piano                                                        | 1826                 | poème de Goethe, d'après le roman Wilhelm Meister (deuxième version, cf. D. 726)                                                                                        |
| 877/3  | « So lasst mich scheinen », Lied der Mignon II (« Laissez-moi briller », Chant de Mignon II)                                                 | si M     | Voix, piano                                                        | 1826                 | poème de Goethe, d'après le roman Wilhelm Meister (quatrième version, cf. D. 469 et D. 727)                                                                             |
| 877/4  | « Nur wer die Sehnsucht kennt », Lied der Mignon III (« Seul qui connaît l'ardent désir », Chant de Mignon III)                              | la m     | Voix, piano                                                        | 1826                 | poème de Goethe, d'après le roman Wilhelm Meister (cinquième version, cf. D. 310, D. 359 et D. 481)                                                                     |
| 878    | Am Fenster (« À la fenêtre ») | fa M     | Voix, piano                                                        | 1826                 | poème de Seidl |
| 879    | Sehnsucht (« Désir ardent ») | ré m     | Voix, piano                                                        | 1826                 | poème de Seidl |
| 880    | Im Freien (« À l'air libre ») | mi M     | Voix, piano                                                        | 1826                 | poème de Seidl |
| 881    | Fischerweise (« Mélodie du pêcheur ») | ré M     | Voix, piano                                                        | 1826                 | poème de Schlechta (deux versions) |
| 882    | Im Frühling (« Au printemps ») | sol M    | Voix, piano                                                        | 1826                 | poème de Schulze |
| 883    | Lebensmut (« Courage de vivre ») | si M     | Voix, piano                                                        | 1826                 | poème de Schulze |
| 884    | Über Wildemann (« Au-dessus de Wildemann »)                                                                                                  | ré m     | Voix, piano                                                        | 1826                 | poème de Schulze |
| 885    | Marche | la m     | Piano à 4 mains                                                    | 1826                 | « Grande Marche héroïque composée à l'occasion du sacre de Sa Majesté Nicolas Premier, Empereur de toutes les Russies »                                                 |
| 886    | Deux marches caractéristiques | ut M     | Piano à 4 mains                                                    | 1826 (?)             | nouveau numéro : D. 968 B |
| 887    | Quatuor à cordes no 15 | sol M    | 2 violons, alto, violoncelle                                       | 1826                 | dernier quatuor à cordes de Schubert |
| 888    | Trinklied (« Chanson à boire ») | ut M     | Voix, piano                                                        | 1826                 | poème de Shakespeare, d'après la pièce Antoine et Cléopâtre |
| 889    | Ständchen (« Sérénade ») | ut M     | Voix, piano                                                        | 1826                 | poème de Shakespeare, d'après la pièce Cymbeline |
| 890    | Hippolit's Lied (« Chant d'Hippolyte ») | la m     | Voix, piano                                                        | 1826                 | poème de Gerstenberg |
| 891    | An Sylvia (« À Sylvia ») | la M     | Voix, piano                                                        | 1826                 | poème de Shakespeare, d'après la pièce Les Deux Gentilshommes de Vérone                                                                                                 |
| 892    | Nachthelle (« Clarté nocturne ») | si M     | Ténor, chœur d'hommes, piano                                       | 1826                 | poème de Seidl |
| 893    | Grab und Mond (« Tombe et lune ») | la m     | 2 ténors, 2 basses                                                 | 1826                 | poème de Seidl |
| 894    | Sonate pour piano no 18 | sol M    | Piano                                                              | 1826                 | « Fantaisie, Andante, Menuetto und Allegretto » (troisième et dernière sonate pour piano publiée par Schubert de son vivant)                                            |
| 895    | Rondo pour violon et piano | si m     | Violon, piano                                                      | 1826                 | « Rondo brillant » |
| 896    | Fröhliches Scheiden (« Joyeuse séparation »)                                                                                                 | fa M     | Voix, piano                                                        | c. 1827              | poème de Leitner (esquisse) |
| 896 A  | Sie in jedem Liede (« Dans chaque chanson »)                                                                                                 | si M     | Voix, piano                                                        | c. 1827              | poème de Leitner (esquisse) |
| 896 B  | Wolke und Quelle (« Nuage et source ») | ut M     | Voix, piano                                                        | c. 1827              | poème de Leitner (esquisse) |
| 897    | Adagio pour piano et cordes | mi M     | Violon, violoncelle, piano                                         | 1827 (?)             | « Notturno » |
| 898    | Trio pour piano et cordes no 1 | si M     | Violon, violoncelle, piano                                         | 1827 (?)             | |
| 899/1  | Allegro molto moderato | ut m     | Piano                                                              | 1827 (?)             | premier des quatre Impromptus, D. 899 |
| 899/2  | Allegro | mi M     | Piano                                                              | 1827 (?)             | deuxième des quatre Impromptus, D. 899 |
| 899/3  | Andante | sol M    | Piano                                                              | 1827 (?)             | troisième des quatre Impromptus, D. 899 |
| 899/4  | Allegretto | la M     | Piano                                                              | 1827 (?)             | quatrième des quatre Impromptus, D. 899 |
| 900    | Allegretto | ut m     | Piano                                                              | 1827 (?)             | fragment |
| 901    | Wein und Liebe (« Vin et amour ») | ré M     | 2 ténors, 2 basses                                                 | 1827 (?)             | poème de Haug |
| 902 A  | L'incanto degli occhi (« La puissance des yeux »)                                                                                            | ut M     | Voix, piano                                                        | 1827                 | premier des trois chants italiens D. 902, poème de Métastase (deuxième version, cf. D. 990 E)                                                                           |
| 902 B  | Il traditor deluso (« Le traître dépité »)                                                                                                   | mi m     | Voix, piano                                                        | 1827                 | deuxième des trois chants italiens D. 902, poème de Métastase (deuxième version, cf. D. 990 F)                                                                          |
| 902 C  | Il modo di prender moglie (« Le moyen de prendre femme »)                                                                                    | ut M     | Voix, piano                                                        | 1827                 | troisième des trois chants italiens D. 902, sur un texte d'un auteur inconnu                                                                                            |
| 903    | Zur guten Nacht (« Bonne nuit ») | ré M     | Baryton, chœur d'hommes, piano                                     | 1827                 | poème de Rochlitz |
| 904    | Alinde | la M     | Voix, piano                                                        | 1827                 | poème de Rochlitz |
| 905    | An die Laute (« Au luth ») | ré M     | Voix, piano                                                        | 1827                 | poème de Rochlitz |
| 906    | Der Vater mit dem Kind (« Le père avec l'enfant »)                                                                                           | ré M     | Voix, piano                                                        | 1827                 | poème de Bauernfeld |
| 907    | Romanze des Richard Löwenherz (« Romance de Richard Cœur-de-Lion »)                                                                          | si m     | Voix, piano                                                        | 1827                 | poème de Walter Scott, d'après le roman Ivanhoé |
| 908    | Huit variations sur un thème de l'opéra Marie de Ferdinand Hérold                                                                            | ut M     | Piano à 4 mains                                                    | 1827                 | |
| 909    | Jägers Liebeslied (« Chant d'amour du chasseur »)                                                                                            | ré M     | Voix, piano                                                        | 1827                 | poème de Schober |
| 910    | Schiffers Scheidelied (« Chant d'adieu du marin »)                                                                                           | mi m     | Voix, piano                                                        | 1827                 | poème de Schober |
| 911/1  | Gute Nacht (« Bonne nuit ») | ré m     | Voix, piano                                                        | 1827                 | premier lied du cycle Winterreise (Voyage d'hiver) D. 911 sur des poèmes de Wilhelm Müller (premier lied du premier livre)                                              |
| 911/2  | Die Wetterfahne (« La girouette ») | la m     | Voix, piano                                                        | 1827                 | deuxième lied du cycle Winterreise (Voyage d'hiver) D. 911 sur des poèmes de Wilhelm Müller (deuxième lied du premier livre)                                            |
| 911/3  | Gefror'ne Thränen (« Larmes gelées ») | fa m     | Voix, piano                                                        | 1827                 | troisième lied du cycle Winterreise (Voyage d'hiver) D. 911 sur des poèmes de Wilhelm Müller (troisième lied du premier livre)                                          |
| 911/4  | Erstarrung (« Engourdissement ») | ut m     | Voix, piano                                                        | 1827                 | quatrième lied du cycle Winterreise (Voyage d'hiver) D. 911 sur des poèmes de Wilhelm Müller (quatrième lied du premier livre)                                          |
| 911/5  | Der Lindenbaum (« Le tilleul ») | mi M     | Voix, piano                                                        | 1827                 | cinquième lied du cycle Winterreise (Voyage d'hiver) D. 911 sur des poèmes de Wilhelm Müller (cinquième lied du premier livre)                                          |
| 911/6  | Wasserflut (« Torrent ») | mi m     | Voix, piano                                                        | 1827                 | sixième lied du cycle Winterreise (Voyage d'hiver) D. 911 sur des poèmes de Wilhelm Müller (sixième lied du premier livre)                                              |
| 911/7  | Auf dem Flusse (« Sur le fleuve ») | mi m     | Voix, piano                                                        | 1827                 | septième lied du cycle Winterreise (Voyage d'hiver) D. 911 sur des poèmes de Wilhelm Müller (septième lied du premier livre)                                            |
| 911/8  | Rückblick (« Regard en arrière ») | sol m    | Voix, piano                                                        | 1827                 | huitième lied du cycle Winterreise (Voyage d'hiver) D. 911 sur des poèmes de Wilhelm Müller (huitième lied du premier livre)                                            |
| 911/9  | Irrlicht (« Feu follet ») | si m     | Voix, piano                                                        | 1827                 | neuvième lied du cycle Winterreise (Voyage d'hiver) D. 911 sur des poèmes de Wilhelm Müller (neuvième lied du premier livre)                                            |
| 911/10 | Rast (« Repos ») | ut m     | Voix, piano                                                        | 1827                 | dixième lied du cycle Winterreise (Voyage d'hiver) D. 911 sur des poèmes de Wilhelm Müller (dixième lied du premier livre) (deux versions)                              |
| 911/11 | Frühlingstraum (« Rêve de printemps ») | la M     | Voix, piano                                                        | 1827                 | onzième lied du cycle Winterreise (Voyage d'hiver) D. 911 sur des poèmes de Wilhelm Müller (onzième lied du premier livre)                                              |
| 911/12 | Einsamkeit (« Solitude ») | si m     | Voix, piano                                                        | 1827                 | douzième lied du cycle Winterreise (Voyage d'hiver) D. 911 sur des poèmes de Wilhelm Müller (douzième lied du premier livre) (deux versions)                            |
| 911/13 | Die Post (« Le courrier ») | mi M     | Voix, piano                                                        | 1827                 | treizième lied du cycle Winterreise (Voyage d'hiver) D. 911 sur des poèmes de Wilhelm Müller (premier lied du second livre)                                             |
| 911/14 | Der greise Kopf (« La tête chenue ») | ut m     | Voix, piano                                                        | 1827                 | quatorzième lied du cycle Winterreise (Voyage d'hiver) D. 911 sur des poèmes de Wilhelm Müller (deuxième lied du second livre)                                          |
| 911/15 | Die Krähe (« La corneille ») | ut m     | Voix, piano                                                        | 1827                 | quinzième lied du cycle Winterreise (Voyage d'hiver) D. 911 sur des poèmes de Wilhelm Müller (troisième lied du second livre)                                           |
| 911/16 | Letzte Hoffnung (« Dernier espoir ») | mi M     | Voix, piano                                                        | 1827                 | seizième lied du cycle Winterreise (Voyage d'hiver) D. 911 sur des poèmes de Wilhelm Müller (quatrième lied du second livre)                                            |
| 911/17 | Im Dorfe (« Au village ») | ré M     | Voix, piano                                                        | 1827                 | dix-septième lied du cycle Winterreise (Voyage d'hiver) D. 911 sur des poèmes de Wilhelm Müller (cinquième lied du second livre)                                        |
| 911/18 | Der stürmische Morgen (« La matinée orageuse »)                                                                                              | ré m     | Voix, piano                                                        | 1827                 | dix-huitième lied du cycle Winterreise (Voyage d'hiver) D. 911 sur des poèmes de Wilhelm Müller (sixième lied du second livre)                                          |
| 911/19 | Täuschung (« Illusion ») | la M     | Voix, piano                                                        | 1827                 | dix-neuvième lied du cycle Winterreise (Voyage d'hiver) D. 911 sur des poèmes de Wilhelm Müller (septième lied du second livre)                                         |
| 911/20 | Der Wegweiser (« Le poteau indicateur ») | sol m    | Voix, piano                                                        | 1827                 | vingtième lied du cycle Winterreise (Voyage d'hiver) D. 911 sur des poèmes de Wilhelm Müller (huitième lied du second livre)                                            |
| 911/21 | Das Wirtshaus (« L'auberge ») | fa M     | Voix, piano                                                        | 1827                 | vingt-et-unième lied du cycle Winterreise (Voyage d'hiver) D. 911 sur des poèmes de Wilhelm Müller (neuvième lied du second livre)                                      |
| 911/22 | Mut (« Courage ») | la m     | Voix, piano                                                        | 1827                 | vingt-deuxième lied du cycle Winterreise (Voyage d'hiver) D. 911 sur des poèmes de Wilhelm Müller (dixième lied du second livre)                                        |
| 911/23 | Die Nebensonnen (« Les trois soleils ») | la M     | Voix, piano                                                        | 1827                 | vingt-troisième lied du cycle Winterreise (Voyage d'hiver) D. 911 sur des poèmes de Wilhelm Müller (onzième lied du second livre)                                       |
| 911/24 | Der Leiermann (« Le joueur de vielle ») | la m     | Voix, piano                                                        | 1827                 | vingt-quatrième et dernier lied du cycle Winterreise (Voyage d'hiver) D. 911 sur des poèmes de Wilhelm Müller (douzième lied du second livre) (deux versions)           |
| 912    | Schlachtlied (« Chant de bataille ») | ré M     | 4 ténors, 4 basses                                                 | 1827                 | poème de Klopstock |
| 913    | Nachtgesang im Walde (« Chant nocturne dans les bois »)                                                                                      | mi M     | 2 ténors, 2 basses, 4 cors                                         | 1827                 | poème de Seidl |
| 914    | Frühlingslied (« Chant du printemps ») | ut M     | 2 ténors, 2 basses                                                 | 1827                 | poème de Pollak |
| 915    | Allegretto | ut m     | Piano                                                              | 1827                 | |
| 916    | Das stille Lied (« Le chant paisible ») | mi M     | 2 ténors, 2 basses                                                 | 1827                 | poème de Gottwald (J. Seegemund) |
| 916 A  | Lied orne Worte (« Chant sans paroles ») |          | Voix, piano                                                        | 1827                 | esquisse |
| 916 B  | Pièce pour piano | ut M     | Piano                                                              | c. 1827              | esquisse |
| 916 C  | Pièce pour piano | ut m     | Piano                                                              | c. 1827              | esquisse |
| 917    | Das Lied im Grünen (« Le chant dans la verdure »)                                                                                            | la M     | Voix, piano                                                        | 1827                 | poème de Friedrich Reil |
| 918    | Der Graf von Gleichen (« Le Comte de Gleichen »)                                                                                             |          | opéra en trois actes                                               | 1827 - 1828          | livret de Bauernfeld (esquisse) |
| 919    | Frühlingslied (« Chant du printemps ») | la M     | Voix, piano                                                        | 1827                 | poème de Pollak |
| 920    | Ständchen (« Sérénade ») | fa M     | Contralto, chœur d'hommes, piano                                   | 1827                 | poème de Grillparzer (première version, cf. D. 921) |
| 921    | Ständchen (« Sérénade ») | fa M     | Contralto, chœur de femmes, piano                                  | 1827                 | poème de Grillparzer (deuxième version, cf. D. 920) |
| 922    | Heimliches Lieben (« Amour secret ») | si M     | Voix, piano                                                        | 1827                 | poème de Karoline von Klenke (deux versions) |
| 923    | Eine altschottische Ballade (« Une vieille ballade écossaise »)                                                                              | sol m    | Voix, piano                                                        | 1827                 | sur un chant populaire traduit par Herder (deux versions) |
| 924    | Douze valses |          | Piano                                                              | 1827                 | « Valses de Graz » |
| 925    | Galop dit « Galop de Graz » | ut M     | Piano                                                              | 1827                 | |
| 926    | Das Weinen (« Les larmes ») | ré M     | Voix, piano                                                        | 1827                 | poème de Leitner |
| 927    | Vor meiner Wiege (« Devant mon berceau ») | si m     | Voix, piano                                                        | 1827                 | poème de Leitner |
| 928    | « Kindermarsch » (« Marche des enfants ») | sol M    | Piano à 4 mains                                                    | 1827                 | |
| 929    | Trio pour piano et cordes no 2 | mi M     | Violon, violoncelle, piano                                         | 1827                 | seule œuvre de Schubert publiée hors d'Autriche de son vivant |
| 930    | Der Hochzeitsbraten (« Le rôti de noces »)                                                                                                   | sol M    | Soprano, ténor, basse, piano                                       | 1827                 | poème de Schober |
| 931    | Der Wallensteiner Lanzknecht beim Trunk (« Chanson à boire du lansquenet de Wallenstein »)                                                   | sol m    | Voix, piano                                                        | 1827                 | poème de Leitner |
| 932    | Der Kreuzzug (« La croisade ») | ré M     | Voix, piano                                                        | 1827                 | poème de Leitner |
| 933    | Des Fischers Liebesglück (« Le pêcheur heureux en amour »)                                                                                   | la m     | Voix, piano                                                        | 1827                 | poème de Leitner |
| 934    | Fantaisie pour violon et piano | ut M     | Violon, piano                                                      | 1827                 | le thème du troisième mouvement est issu du lied Sei mir gegrüsst, D. 741                                                                                               |
| 935/1  | Allegro moderato | fa m     | Piano                                                              | 1827                 | premier des quatre Impromptus, D. 935 |
| 935/2  | Allegretto | la M     | Piano                                                              | 1827                 | deuxième des quatre Impromptus, D. 935 |
| 935/3  | Andante | si M     | Piano                                                              | 1827                 | troisième des quatre Impromptus, D. 935 (variations sur le thème du troisième entr'acte de Rosamunde, D. 797)                                                           |
| 935/4  | Allegro scherzando | fa m     | Piano                                                              | 1827                 | quatrième des quatre Impromptus, D. 935 |
| 936    | Kantate zur feier der Genesung des Fräulein Irene von Kiesewetter (« Cantate pour fêter la guérison de Mademoiselle Irene von Kiesewetter ») | ut M     | Soprano, alto, 2 ténors, 2 basses, piano à 4 mains                 | 1827                 | sur un texte italien d'un auteur inconnu |
| 936 A  | Symphonie no 10 | ré M     | Orchestre                                                          | 1828                 | inachevée, retrouvée et publiée seulement en 1978 (d'où la numérotation non conforme à la chronologie)                                                                  |
| 937    | Lebensmut (« Courage de vivre ») | si M     | Voix, piano                                                        | 1828                 | poème de Rellstab (fragment) |
| 938    | Winterabend (« Soir d'hiver ») | si M     | Voix, piano                                                        | 1828                 | poème de Leitner |
| 939    | Die Sterne (« Les étoiles ») | mi M     | Voix, piano                                                        | 1828                 | poème de Leitner |
| 940    | Fantaisie | fa m     | Piano à 4 mains                                                    | 1828                 | |
| 941    | Hymnus an den Heiligen Geist (« Hymne au Saint Esprit »)                                                                                     |          | 2 ténors, 2 basses                                                 | 1828                 | poème de Schmidl (perdu) |
| 942    | Mirjam's Siegesgesang (« Chant de victoire de Myriam »)                                                                                      | ut M     | Soprano, chœur, piano                                              | 1828                 | poème de Grillparzer |
| 943    | Auf dem Strome (« Sur la rivière ») | mi M     | Voix, cor / violoncelle, piano                                     | 1828                 | poème de Rellstab |
| 944    | Symphonie no 9 « La Grande » | ut M     | Orchestre                                                          | 1825 - 1828          | |
| 944 A  | Danse allemande |          | Piano                                                              | 1828                 | perdue |
| 945    | Herbst (« Automne ») | mi m     | Voix, piano                                                        | 1828                 | poème de Rellstab |
| 946/1  | Allegro assai | mi m     | Piano                                                              | 1828                 | premier des trois Klavierstücke, D. 946 |
| 946/2  | Allegretto | mi M     | Piano                                                              | 1828                 | deuxième des trois Klavierstücke, D. 946 |
| 946/3  | Allegro | ut M     | Piano                                                              | 1828                 | troisième des trois Klavierstücke, D. 946 |
| 947    | Allegro | la m     | Piano à 4 mains                                                    | 1828                 | « Lebensstürme » |
| 948    | Hymnus an den Heiligen Geist (« Hymne au Saint Esprit »)                                                                                     | ut M     | 2 ténors, 2 basses, chœur                                          | 1828                 | poème de Schmidl (deuxième version, cf. D. 941) |
| 949    | Widerschein (« Reflet ») | si M     | Voix, piano                                                        | 1828                 | poème de Schlechta (deuxième version, cf. D. 639) |
| 950    | Messe no 6 | mi M     | Solistes, chœur, orchestre                                         | 1828                 | dernière messe composée par Schubert |
| 951    | Rondo | la M     | Piano à 4 mains                                                    | 1828                 | |
| 952    | Fugue | mi m     | Orgue ou piano à 4 mains                                           | 1828                 | |
| 953    | Psaume XCII | ut M     | Baryton, chœur                                                     | 1828                 | chant pour le sabbat sur un texte en hébreu |
| 954    | Glaube, Hoffnung und Liebe (« Foi, espérance et charité »)                                                                                   | si M     | Chœur, vents                                                       | 1828                 | poème de Friedrich Reil |
| 955    | Glaube, Hoffnung und Liebe (« Foi, espérance et charité »)                                                                                   | mi M     | Voix, piano                                                        | 1828                 | poème de Kuffner |
| 956    | Quintette à cordes | ut M     | 2 violons, alto, 2 violoncelles                                    | 1828                 | dernière œuvre de musique de chambre de Schubert |
| 957/1  | Liebesbotschaft (« Message d'amour ») | sol M    | Voix, piano                                                        | 1828                 | premier lied du cycle Schwanengesang (Chant du cygne) D. 957 poème de Rellstab (premier lied du premier livre)                                                          |
| 957/2  | Kriegers Ahnung (« Pressentiment du guerrier »)                                                                                              | ut m     | Voix, piano                                                        | 1828                 | deuxième lied du cycle Schwanengesang (Chant du cygne) D. 957 poème de Rellstab (deuxième lied du premier livre)                                                        |
| 957/3  | Frühlingssehnsucht (« Ardeur du printemps »)                                                                                                 | si M     | Voix, piano                                                        | 1828                 | troisième lied du cycle Schwanengesang (Chant du cygne) D. 957 poème de Rellstab (troisième lied du premier livre)                                                      |
| 957/4  | Ständchen (« Sérénade ») | ré m     | Voix, piano                                                        | 1828                 | quatrième lied du cycle Schwanengesang (Chant du cygne) D. 957 poème de Rellstab (quatrième lied du premier livre)                                                      |
| 957/5  | Aufenthalt (« Séjour ») | mi m     | Voix, piano                                                        | 1828                 | cinquième lied du cycle Schwanengesang (Chant du cygne) D. 957 poème de Rellstab (cinquième lied du premier livre)                                                      |
| 957/6  | In der Ferne (« Au loin ») | si m     | Voix, piano                                                        | 1828                 | sixième lied du cycle Schwanengesang (Chant du cygne) D. 957 poème de Rellstab (sixième lied du premier livre)                                                          |
| 957/7  | Abschied (« Adieu ») | mi M     | Voix, piano                                                        | 1828                 | septième lied du cycle Schwanengesang (Chant du cygne) D. 957 poème de Rellstab (premier lied du second livre)                                                          |
| 957/8  | Der Atlas (« Atlas ») | sol m    | Voix, piano                                                        | 1828                 | huitième lied du cycle Schwanengesang (Chant du cygne) D. 957 poème de Heine (deuxième lied du second livre)                                                            |
| 957/9  | Ihr Bild (« Son portrait ») | si m     | Voix, piano                                                        | 1828                 | neuvième lied du cycle Schwanengesang (Chant du cygne) D. 957 poème de Heine (troisième lied du second livre)                                                           |
| 957/10 | Das Fischermädchen (« La fille du pêcheur »)                                                                                                 | la M     | Voix, piano                                                        | 1828                 | dixième lied du cycle Schwanengesang (Chant du cygne) D. 957 poème de Heine (quatrième lied du second livre)                                                            |
| 957/11 | Die Stadt (« La ville ») | ut m     | Voix, piano                                                        | 1828                 | onzième lied du cycle Schwanengesang (Chant du cygne) D. 957 poème de Heine (cinquième lied du second livre)                                                            |
| 957/12 | Am Meer (« Au bord de la mer ») | ut M     | Voix, piano                                                        | 1828                 | douzième lied du cycle Schwanengesang (Chant du cygne) D. 957 poème de Heine (sixième lied du second livre)                                                             |
| 957/13 | Der Doppelgänger (« Le sosie ») | si m     | Voix, piano                                                        | 1828                 | treizième lied du cycle Schwanengesang (Chant du cygne) D. 957 poème de Heine (septième lied du second livre)                                                           |
| 957/14 | Die Taubenpost (« La poste aux pigeons ») | sol M    | Voix, piano                                                        | 1828                 | quatorzième et dernier lied du cycle Schwanengesang (Chant du cygne) D. 957 poème de Seidl (huitième lied du second livre) ; nouveau numéro : D.965A                    |
| 958    | Sonate pour piano no 19 | ut m     | Piano                                                              | 1828                 | |
| 959    | Sonate pour piano no 20 | la M     | Piano                                                              | 1828                 | |
| 960    | Sonate pour piano no 21 | si M     | Piano                                                              | 1828                 | dernière œuvre pour piano de Schubert |
| 961    | Benedictus | la m     | Solistes, chœur, orgue, orchestre                                  | 1828                 | second Benedictus pour la Messe, D. 452 |
| 962    | Tantum ergo | mi M     | Solistes, chœur, orgue, orchestre                                  | 1828                 | |
| 963    | Offertoire (« Intende voci ») | si M     | Ténor, chœur, orchestre                                            | 1828                 | |
| 964    | Hymnus an den Heiligen Geist (« Hymne au Saint-Esprit »)                                                                                     | ut M     | 2 ténors, 2 basses, chœur d'hommes, vents                          | 1828                 | poème de Schmidl (troisième version, cf. D. 941 et D. 948) |
| 965    | Der Hirt auf dem Felsen (« Le Pâtre sur le rocher »)                                                                                         | si M     | Soprano, clarinette ou violoncelle, piano                          | 1828                 | poème de Wilhelm Müller et Helmina von Chézy (?) |
| 965 A  | Die Taubenpost (« La poste aux pigeons ») | sol M    | Voix, piano                                                        | 1828                 | dernier lied de Schubert (quatorzième et dernier lied du cycle Schwanengesang (Chant du cygne), D. 957 poème de Seidl)                                                  |
| 965 B  | Exercice de fugue |          |                                                                    | 1828                 | dernière composition de Schubert |
| 966    | Pièce pour orchestre | ré M     | Orchestre                                                          | c. 1812              | fragment du singspiel Der Spiegelritter, D. 11 |
| 966 A  | Pièce pour orchestre | ré M     | Orchestre                                                          | 1813                 | nouveau numéro : D. 71C (fragment) |
| 966 B  | Pièce pour orchestre | la M     | Orchestre                                                          | c. 1820              | esquisse |
| 967    | Fugues | si M     | Piano                                                              | 1812 (?)             | nouveau numéro : D. 37 A (fragments) |
| 968    | Allegro moderato et Andante « Sonatine » |          | Piano à 4 mains                                                    | 1812 (?)             | |
| 968 A  | Introduction et variations sur un thème original                                                                                             | si M     | Piano à 4 mains                                                    | 1818 (?)             | anc. D. 603 |
| 968 B  | Deux marches caractéristiques | ut M     | Piano à 4 mains                                                    | 1826 (?)             | anc. D. 886 |
| 969    | Douze valses dites « Valses nobles » |          | Piano                                                              | 1826 (?)             | |
| 970    | Six danses allemandes |          | Piano                                                              | 1819 - 1820          | |
| 971    | Trois danses allemandes |          | Piano                                                              | 1822 (?)             | |
| 972    | Trois danses allemandes |          | Piano                                                              | 1823 (?)             | |
| 973    | Trois danses allemandes |          | Piano                                                              | 1823 (?)             | |
| 974    | Deux danses allemandes | ré M     | Piano                                                              | 1818 (?)             | |
| 975    | Danse allemande | ré M     | Piano                                                              | 1824 (?)             | |
| 976    | Cotillon | mi M     | Piano                                                              | 1817 (?)             | |
| 977    | Huit écossaises |          | Piano                                                              | 1820 (?)             | |
| 978    | Valse | la M     | Piano                                                              | 1825 (?)             | |
| 979    | Valse | sol M    | Piano                                                              | 1826 (?)             | |
| 980    | Deux valses |          | Piano                                                              | 1826 (?)             | |
| 980 A  | Deux ländler |          | Piano                                                              | c. 1819              | anc. D. 640 |
| 980 B  | Deux ländler | mi M     | Piano                                                              | c. 1820              | anc. D. 679 |
| 980 C  | Deux ländler | ré M     | Piano                                                              | c. 1820              | anc. D. 680 |
| 980 D  | Valse | ut M     | Piano                                                              | 1827 (?)             | |
| 980 E  | Une écossaise et un ländler |          | Piano                                                              | 1818 (?)             | esquisses |
| 980 F  | Marche | sol M    | Piano                                                              | ?                    | |
| 981    | Der Minnesänger (« Le ménestrel ») |          | Solistes, chœur, orchestre                                         | 1815 (?)             | ébauche perdue pour un singspiel sur le texte d'un auteur inconnu |
| 982    | Sophie |          | Solistes, chœur, orchestre                                         | 1821 (?)             | esquisses pour un opéra sur le texte d'un auteur inconnu |
| 983    | Jünglingswonne (« Bonheur d'un jeune homme »)                                                                                                | ut M     | 2 ténors, 2 basses                                                 | 1822 (?)             | premier des Quatre quatuors vocaux, D. 983 poème de Matthisson |
| 983 A  | Liebe (« Amour ») | ré M     | 2 ténors, 2 basses                                                 | 1822 (?)             | deuxième des Quatre quatuors vocaux, D. 983 poème de Schiller |
| 983 B  | Zum Rundetanz (« Pour danser en rond ») | mi M     | 2 ténors, 2 basses                                                 | 1822 (?)             | troisième des Quatre quatuors vocaux, D. 983 poème de Salis-Seewis |
| 983 C  | Die Nacht (« La nuit ») | ré M     | 2 ténors, 2 basses                                                 | 1822 (?)             | quatrième des Quatre quatuors vocaux, D. 983 poème de Krummacher |
| 984    | Der Wintertag (« Le jour d'hiver ») | la m     | 2 ténors, 2 basses                                                 | 1822 (?)             | sur le texte d'un auteur inconnu |
| 985    | Gott im Ungewitter (« Dieu dans la tempête »)                                                                                                | ut m     | Soprano, alto, ténor, basse, piano                                 | 1816 (?)             | sur un texte d'Uz |
| 986    | Gott der Weltschöpfer (« Dieu, le créateur du monde »)                                                                                       | ut M     | Soprano, alto, ténor, basse, piano                                 | 1816 (?)             | sur un texte d'Uz |
| 987    | Osterlied (« Chant de Pâques ») | mi M     | Soprano, alto, ténor, basse, piano                                 | 1815                 | poème de Klopstock (nouveau numéro : D. 168A) |
| 988    | Liebe säuseln die Blätter (« Les feuilles susurrent l'amour »)                                                                               | sol M    | 3 voix                                                             | 1816 (?)             | canon poème de Hölty |
| 989    | Vollendung (« Achèvement ») | la M     | Voix, piano                                                        | 1817 (?)             | poème de Matthisson (nouveau numéro : D. 579A) |
| 989 A  | Die Erde (« La Terre ») | mi M     | Voix, piano                                                        | 1817 (?)             | poème de Matthisson (nouveau numéro : D. 579B) |
| 990    | Der Graf von Habsburg (« Le Comte de Habsbourg »)                                                                                            | sol M    | Voix, piano                                                        | 1815 (?)             | poème de Schiller (fragment) |
| 990 A  | Kaiser Maximilian auf der Martinswand (« L'Empereur Maximilien à la Martinswand »)                                                           | si M     | Voix, piano                                                        | 1815 (?)             | poème de H. von Collin |
| 990 B  | Augenblicke in Elysium (« Instants dans l'Elysée »)                                                                                          |          | Voix, piano                                                        | 1817 (?)             | poème de Schober (perdu) (anc. D. 582) |
| 990 C  | Das Echo (« L'écho ») | si M     | Voix, piano                                                        | 1826 (?)             | poème de Castelli (anc. D. 868) |
| 990 D  | Die Schiffende (« La vision évanescente »)                                                                                                   |          | Voix, piano                                                        | ?                    | poème de Hölty (perdu) |
| 990 E  | L'incanto degli occhi (« La puissance des yeux »)                                                                                            | si M     | Voix, piano                                                        | 1827 (?)             | premier des Trois chants italiens, D. 902 poème de Métastase (première version)                                                                                         |
| 990 F  | Il traditor deluso (« Le traître dépité »)                                                                                                   |          | Voix, piano                                                        | 1827 (?)             | deuxième des Trois chants italiens, D. 902 poème de Métastase (première version)                                                                                        |
| 991    | Fragment du lied Klage des Ceres (« Lamentation de Cérès »)                                                                                  |          | Voix, piano                                                        | 1815 (?)             | poème de Schiller |
| 992    | Fragment pour le Stabat Mater D. 383 |          |                                                                    | 1816 (?)             | |
| 993    | Fantaisie | ut m     | Piano                                                              | 1811 (?)             | nouveau numéro : D. 2E |
| 994    | Allegro | mi m     | Piano                                                              | 1823 (?)             | début d'une sonate pour piano (nouveau numéro : D. 769A) |
| 995    | Deux menuets |          | Piano                                                              | 1813 (?)             | nouveau numéro : D. 2D |
| 996    | Ouverture | ré M     | Orchestre                                                          | 1812 (?)             | nouveau numéro : D. 2A |
| 997    | Symphonie | ré M     | Orchestre                                                          | 1812 (?)             | nouveau numéro : D. 2B (fragment) |
| 998    | Quatuor à cordes | fa M     | 2 violons, alto, violoncelle                                       | 1812 (?)             | nouveau numéro : D. 2C (fragment) |